# TAMASHII NATION
TAMASHII NATION/魂ネイション（たましい ネイション）は、2008年から毎年開催されるフィギュアの展示・販売イベントである。主催はBANDAI SPIRITS（コレクターズ事業部）。
関連イベントである『TAMASHII Feature's』等も含める。

## 概要
『TAMASHII NATIONS』（魂ネイションズ）とは、BANDAI SPIRITSコレクターズ事業部の展開する、ハイターゲット向け完成品フィギュアの統一ブランドである。TAMASHII NATIONは当ブランドの展示・販売イベントとして、2008年を皮切りに毎年1回ないし2回開催されている。
会場内の展示スペースではS.H.Figuartsや、超合金、ROBOT魂、聖闘士聖衣神話、METAL BUILDといったアニメ・特撮作品のフィギュア・玩具が展示される。すでに発売された品やその当時の未発売品が展示され、参考出品として今後世に出る可能性のある物も披露される。また、一般参加者が体験等をできるブースも設置される。展示ブースのステージではアーティストによるライブや関係者を招いてのトークイベントを催したりする。物販スペースでは、その都度イベント開催記念商品が発売されるが早い時間で売り切れることもある。
『TAMASHII NATION 2009』から公式に整理券の配布が始まり、『TAMASHII NATION 2011』から整理リストバンド、『TAMASHII NATION 2014』から電子チケットが、『TAMASHII NATION 2015』ではクレジットカード決済が導入された。
『TAMASHII NATION 2017』からはインターネットでの事前購入・会場受け取り方式が導入された。『TAMASHII NATION 2019』では開催記念商品の引き渡しの際、身分証を呈示しての本人確認が実施された。
『TAMASHII NATION 2012』では、それまで東京都秋葉原UDXの2Fのみだった会場が4Fにも増設された。『TAMASHII NATION 2015』以降はUDX AKIBA_SQUAREとベルサール秋葉原の2か所で開催された。
『TAMASHII NATION 2019』ではアベンジャーズを除く展示品のほぼ全てにおいて一般来場者による写真撮影が可能となった。『TAMASHII NATION 2020』と『TAMASHII NATION 2021』ではオンラインでの開催となった。
2016年にはTAMASHII NATIONSブランド10周年を記念して『TAMASHII NATIONS WORLD TOUR』が開催され、1年をかけて世界各国を巡った。
現時点で『TAMASHII NATION 2008』の開催記念商品・「S.I.C. 仮面ライダーワイルドカリス」がその後のイベント（『TAMASHII NATION 2010』）で再発売されている。

## イベント内容

### TAMASHII NATION 2008
開催期間は2008年3月20日 - 23日。開催地は東京都秋葉原UDX AKIBA_SQUARE。入場料は前売券・当日券とも600円。
入場特典
- 前売券「S.I.C 匠魂 仮面ライダー1号 クリアバージョン（スモーク）」、会場販売商品購入権
- 当日券「S.I.C 匠魂 仮面ライダー1号 クリアバージョン（イエローまたはグリーン）」

展示
- 「超合金魂 The Pantheon Of CHOGOKIN」 - 「超合金魂マジンガーZ その誕生に至るまで…」、「魂SPEC」、「超合金魂 次の10年へ向けて」等
- 「S.I.C. Imagination Works 2008」 - 「覚醒」、「01」、「金剛力士像」、「アポロガイスト」、「Regeneration」、「X」、「変身」、「ミラージュ」、「戦国アームド」、「ライダーマシン」、「絵札」、「秘密基地」、「新世代ライダー」、「G-1」、「DarkSide」
- 「聖闘士聖衣神話 SAINT CLOTH MYTH CONCEPT -新たなる神話へ-」 - 「FREEZING COFFIN」、「WILL」、「FORBIDDEN ATTACK」、「AUDIENCE」、「POWER OF GOLD」、「FAKE」、「MAN-MADE CLOTH」、「LIGHT AND SHADOW」、「APPENDIX」、「SAORI」、「DEATH QUEEN」、「MISOPETHA-MENOS」、「SAGITTARIUS（I）」、「SAGITTARIUS （II）」、「CLOTH BOX」
- 「NATIONS-BRAND OF TAMASHII」 - 「GUNDAM FIX FIGURATION」、「MOVIE REALIZATION」、「MOBILE SUIT IN ACTION」、「ガールズ イン ユニフォーム」、「スキチカ」、「ソフビ魂」、「TAMASHII LABO」

主な開催記念商品
イベント後、インターネットで受注（★）・抽選（☆）販売された。
- 超合金魂 GX-01R＋ マジンガーZ 超合金魂10周年記念バージョン
- S.I.C 仮面ライダーワイルドカリス
- ☆聖闘士聖衣神話 アリエスシオン（冥衣）/教皇シオン
- ちびボイス 仮面ライダー電王 イマジンファイブセット
- ちびボイス 仮面ライダーキバ キバットバットⅢ世

主な試作
- 超合金魂 - 南原コネクション、バトルシャーク、マジンガーエンジェル秘密基地、六神体遺跡
- 聖闘士聖衣神話 - 黄金新生青銅5種、サジタリアスクロス 銀河戦争版、スカイクロス、アルコルバド、貴鬼（＆ムウ私服）、ギルティー、エスメラルダ、童虎（上半身裸、虎の刺青）、老師
- その他 - 夜天光 試作

### TAMASHII NATION 2009
キャッチコピーは「ロボット大集合」。開催期間は2009年3月26日～29日。開催地は東京都秋葉原UDX AKIBA_SQUARE。入場料は前売券・当日券とも500円。
入場特典
- 前売券「MINIFIG フルアーマーガンダム クリア―Ver.(クリアグリーン)」
- 当日券「MINIFIG フルアーマーガンダム クリア―Ver.(クリア)」

展示・ステージ
- ROBOT魂 『魂ファクトリー』（「LET'S BUILD ～ROBOT魂 組み立て体験コーナー～」）
- GUNDAM FIX FIGURATION 『GUNDAM FIX エキシビジョン』
- 超合金魂 『超合金"魂のエピソード"』 - パネルゲスト：電気グルーヴ、樋口真嗣、水木一郎、桂正和、大月俊倫、さとうけいいち、福井晴敏、寺田貴信、五十嵐浩司、マット・アルト
- マジンガーZ 『マジンガーZ"新たなる挑戦"』
- 「マクロスFrontier x TAMASHII NATIONS」トークショー」 - ゲスト：河森正治（総監督）、中島愛（ランカ・リー役）
- 「ROBOT魂」トークショー
- 「超合金 魂のエピソード」トークショー
- 「真マジンガー 衝撃! Z編」トークショー

主な開催記念商品
イベント後、インターネットで受注（★）・抽選（☆）販売された。
- 超合金魂 GX-24N 鉄人28号 ネイキッドバージョン
- ☆ROBOT魂 <SIDE MS> ダブルオーガンダム トランザムクリアバージョン
- ★GUNDAM FIX FIGURATION METAL COMPOSITEM RX-009 PSYCHO GUNDAM [HONG KONG NIGHT Ver.]
- ☆S.I.C. モモタロスイマジン<未契約 Ver.>
- ☆聖闘士聖衣神話 APPENDIX ジェミニサガ ～ORIGINAL COLOR EDITION～

主な参考出品
- ROBOT魂
  - <SIDE MS>  - アドヴァンスドジンクス
  - <SIDE 魔神>  - 龍神丸
- GUNDAM FIX FIGURATION - 1/35 RX-78-2 GUNDAM [Ver.Ka] Solid Model、ザク・マインレイヤー、ザク・マリンタイプ（イエロー）、ザク・マリンタイプ（グリーン）、ドラッツェ、ハイザック、ザクキャノン（ダークイエロー）、ザクキャノン（グリーン）、ガンダムスローネ・アイン、ガンダムスローネ・ツヴァイ、ガンダムスローネ・ドライ
- 聖闘士聖衣神話 - アンドロメダ瞬（神聖衣）、ポラリスヒルダ、フェクダトール、アルコルバド
- スキチカ - ティエリア・アーデ（CB制服、ドレス）
- 魂コレクターズ - サジタリアス

### TAMASHII NATION 2009 Autumn
キャッチコピーは「セイヤ！セイヤ！」。開催期間は2009年10月2日～4日。開催地は東京都秋葉原UDX AKIBA_SQUARE。入場料は前売券・当日券とも500円。
入場特典
- 前売券「聖闘士聖衣神話 APPENDIX ペガサスクロス ブルーメッキエディション」
- 当日券「聖闘士聖衣神話APPENDIX ペガサスクロス クリアカラーエディション」

展示・ステージ
- 聖闘士聖衣神話エキシビジョン
  - 聖闘士聖衣神話 組立体験コーナー
- フューチャー・オブ・聖闘士聖衣神話 - 「THE GODS MADE ME BEAUTIFUL」、「MEDUSA」、「MAN-MADE CLOTH」、「THE TWELVE OBJECTS OF THE ZODIAC」、「DRAGON GOD CLOTH」、「FIRST & BLACK」、「CONFRONTATION」、「FLIGHT OF PEGASUS」、「HOPE」、「THE COLDEST GROUND」
  - 「1/1サジタリアスクロス展示」、「1/1ライブラクロス展示」
  - 「キミが星矢だ ! 天馬座聖衣櫃 撮影会」
- 聖闘士聖衣歴史館
- S.I.C.イマジネーションワークス - 「降臨」、「buffet denliner」、「揃う精鋭」、「遁走曲」、「キングダーク&アポロガイスト」、「破壊者」、「LEGENDS」、「業火と烈火」、「覚醒」、「一寸法師」、「石動と雷」
- 聖闘士聖衣神話 トークショー&ライブステージ
- S.I.C.トークステージ

主な開催記念商品
イベント後、インターネットで受注（★）・抽選（☆）販売された。
- ☆聖闘士聖衣神話 ペガサス星矢(最終青銅聖衣) ORIGINAL COLOR EDITION
- ☆聖闘士聖衣神話APPENDIX バルゴシャカ ORIGINAL COLOR EDITION
- ☆聖闘士聖衣神話APPENDIX スコーピオンミロ ORIGINAL COLOR EDITION
- 超合金魂 GX-45A マジンガーZ熱海ナイトバージョン
- PROJECT BM! 超合金 BE@RBRICK 十二宮黄金聖衣 Ver.200% SIZE
- S.I.C.極魂 仮面ライダー響鬼紅

主な参考出品
- 超合金魂 - 南原コネクション
  - 超合金 - ドロッセル、スーパーエヴァンゲリオン
- ROBOT魂
  - <SIDE MS>  - V2アサルトバスターガンダム、スタークジェガン、ユニコーンガンダム、ユニコーンガンダム デストロイモード
  - <SIDE EVA> - エヴァンゲリオン弐号機
  - <SIDE HL> - ゼーガペイン アルティール
  - <SIDE AS> - ファルケ、サベージ（クロスボウ）、ボン太君
  - <SIDE LFO> - ニルバーシュ Type The End（浄化ver.）、スピアヘッド
- マイクロROBOT魂 - RX-78 ガンダム
- S.H.Figuarts - 仮面ライダーW（ルナトリガー、サイクロンジョーカー、ヒートメタル）、スーパーサイヤ人 孫悟空、キュアピーチ、イース
- 聖闘士聖衣神話 - リザドミスティ、ペルセウスアルゴル、スカイクロス、ランドクロス、黄金聖衣オブジェセット、ドラゴン紫龍（神聖衣）、ペガサス星矢（初期青銅）、暗黒ペガサス、星矢（修行服）

### TAMASHII NATION 2010
キャッチコピーは「SHINKA 」。開催期間は2010年10月1日～3日。開催地は東京都秋葉原UDX AKIBA_SQUARE。入場料は前売券・当日券とも500円。
入場特典
- 前売券「microROBOT魂 ガンダム クリアブルーVer.」
- 当日券「microROBOT魂 ガンダム クリアVer.」

その他、全参加者に「TAMASHII NATIONS カタログ 2010」・「Artsカタログ」が配布され、TAMASHII FESTIVAL配布用カード持参者のみに「SHINKAカード」の引換えがされた。
展示・スペシャル
- 魂AR体験 - マジンガーZなりきり体験コーナー
- TAMASHII NATIONS コンテスト 2010

主な開催記念商品
イベント後、インターネットで受注（★）・抽選（☆）販売された。
- ☆超合金魂 GX-47N エネルガーZ(ノーマルカラー)
- ☆ROBOT魂 ＜SIDE MS＞ダブルオーライザー(粒子貯蔵タンク型)
- ☆聖闘士聖衣神話 キグナス氷河(最終青銅聖衣) ～ORIGINAL COLOR EDITION～
- ☆聖闘士聖衣神話 APPENDIX アリエスムウ ～ORIGINAL COLOR EDITION～
- ☆聖闘士聖衣神話 APPENDIX アクエリアスカミュ ～ORIGINAL COLOR EDITION～
- ★S.H.Figuarts 仮面ライダークウガ ライジングドラゴンライジングペガサスセット
- ☆S.I.C.極魂 モモタロスイマジン(未契約Ver.)
- ☆GUNDAM FIX FIGURATION METAL COMPOSITE RX-78-2 GUNDAM Ver.Ka(ロールアウトカラー)
- ★S.I.C. 仮面ライダーワイルドカリス

主な参考出品
- 超合金魂 - ダルタニアス、エスカフローネ
- スーパーロボット超合金 - GEAR戦士電童
- ROBOT魂
  - <SIDE MS>  - ガンダム（平成style）、ガンダム（modefied style）、ガンダム（TV style）、セラヴィーガンダムGNHW/3G、ヤークトアルケーガンダム、ガンダムアストレア（タイプF）、ブレイヴ 指揮官用試験機、ビギナ・ギナ、デナン・ゾン（ブラックバンガード仕様）、デナン・ゲー（ブラックバンガード仕様）、ジム・スナイパーII（ホワイト・ディンゴ隊仕様機）、ギラ・ズール（親衛隊専用機）
- SDX - 剣士ゼータガンダム、クラウンナイトガンダム、武者ガンダム、趙雲ガンダム
- S.H.Figuarts - シンケンレッド 志葉薫、仮面ライダーG3 MILD、仮面ライダーファイズ（アクセルフォーム、ブラスターフォーム）、仮面ライダーカブト マスクドフォーム、仮面ライダーサガ、仮面ライダーアクセル ACCEL→ACCELTRIAL、アクセルガンナー、仮面ライダーW（サイクロンアクセルエクストリーム、サイクロンジョーカーゴールドエクストリーム）、風都くん、仮面ライダーオーズ（ガタトラバ、ガタキリバ コンボ、ガタトラーター、ラトラーター コンボ、ラキリーター）、ストレイト・クーガー、牙狼、絶狼
- Figuarts ZERO - シャンクス（ストロングワールド版）、ポートガス・D・エース（ストロングワールド版）
- chibi-arts  - キュアブロッサム、キュアマリン、キュアムーンライト、キュアサンシャイン
- D-arts - アグモン、太一、テイルモン、メタルガルルモン、ベルゼブモン、ベヒーモス、エックス、メタビー
- S.I.C. - ジークイマジン、仮面ライダーNEW電王ベガフォーム、仮面ライダーG電王、仮面ライダー幽汽（スカルフォーム、ハイジャックフォーム）、テディイマジン、仮面ライダーW サイクロンジョーカー
- GARO極魂 - 轟天(デコモデル）、牙狼（デコモデル）
- その他 - サウザンドサニー号、マジンガー武器セット2、ウルトラマン、GUTSハイパー

### TAMASHII NATION 2011
キャッチコピーは「It's the arts」。開催期間は2011年11月25日～27日。開催地は東京都秋葉原UDX AKIBA_SQUARE。入場料は前売券・当日券とも500円。
入場特典
- 前売券「デフォルマイスタープチ TIGER&BUNNY スカイハイ 楽しみだ、そして楽しみだ Ver.」
- 当日券「デフォルマイスタープチ TIGER&BUNNY スカイハイ ご来場ありがとう、そしてありがとう Ver.」

その他、全参加者に「TAMASHII NATIONSカタログ2011」が配布された。
展示・スペシャル
- タッチ＆トライゾーン
- 大型オブジェ
- インターネット生中継
  - 25日：仮面ライダーオーズ/000
  - 26日：ONE PIECE
  - 27日：TIGER＆BUNNY
  - 前夜祭スペシャル（24日） ゲスト：ももいろクローバーZ

主な開催記念商品
イベント後、インターネットで受注（★）・抽選（☆）販売された。
- S.H.Figuarts バーナビー･ブルックスJr.（ダークネスバニーEDITION）
- ☆METAL BUILD ダブルオーガンダム(トランザムライザー)
- ☆D-Arts ロックマンエックス（コミックver）
- ☆Figuarts ZERO ボア・ハンコック（わらわは白も似合うのじゃver.）
- ☆聖闘士聖衣神話 ドラゴン紫龍(最終青銅聖衣) ～ORIGINAL COLOR EDITION～
- COMPOSITE Ver.Ka. 全領域汎用人型決戦外骨格 SOS-01ハルヒロボ ～ORIGINAL COLOR EDITION～
- S.H.Figuarts 仮面ライダー龍騎ブランク体

主な参考出品
＊のものはブラックライト対応仕様
- スーパーロボット超合金 - ニセゴーカイオー、シンケンゴーカイオー、勝利の鍵セット4
- 超合金 - 殲滅指令!! コンバットさん、レイキャシール
- ROBOT魂 - ガンキャノンディテクター、ザクスナイパー
  - <SIDE MS>  - ＊ユニコーンガンダム（デストロイモード）フルアクションver.
  - <SIDE EVA> - ＊エヴァンゲリオン初号機（覚醒ver.）
  - <SIDE AS> - ヴェノム
- S.H.Figuarts - キンタロス イマジン、リュウタロス イマジン、デネブ イマジン、ウラタロス イマジン、モモタロス イマジン、恐竜グリード、アンク（グリード態）、映司グリード、仮面ライダーオーズ タトバコンボ（パープルアイ）、仮面ライダーストロンガー、仮面ライダーV3、仮面ライダーゾルダ、マグナギガ、デカグリーン、デカレッド、デカブルー、スーパーシンケンピンク、スーパーシンケングリーン、スーパーシンケンレッド、スーパーシンケンゴールド、スーパーシンケンブルー、スーパーシンケンイエロー、外道シンケンレッド、ハイパーシンケンレッド、腑破十臓、折り紙サイクロン、ブルーローズ、ドラゴンキッド、ファイヤーエンブレム、東方不敗、劉鳳最終形態、孫悟空、黄金騎士ガロ（～MAKAISENKI～）、＊バーナビー・ブルックスJr.、＊ワイルドタイガー
- Figuarts ZERO - 高坂穂乃果、ランカ・リー（ウィッシュ・オブ・ヴァルキュリア）、シェリル・ノーム（シャイン・オブ・ヴァルキュリア、黒うさぎ）、虹月カレン、C.C.、ラン（フィン・エ・ルド・スイ・ラフィンティ）、飛鳥、詠、松本乱菊、緋村剣心、志々雄真実、リューマ、Dr.ヒルルク、ハンニャバル、マゼラン、たしぎ、スモーカー、そげキング、サディちゃん、ヤソップ、サンジ Ver.2、ロロノア・ゾロ Ver.2、ゼフ、アーロン、ベン・ベックマン、ビスケット・オリバ、範馬刃牙、渋川剛気、愚地独歩、コッペ様
- chibi-arts  - ネイト・ミトツダイラ、P-01S（ホライゾン・アリアダスト）、ロロノア・ゾロ、トニートニー.チョッパー
- D-arts - ゼロ（コミック Ver）、VAVA、ゼロ（TYPE 2）、ビーストマスター
- ULTRA-ACT - アンドロメロス、ウルトラマンタロウ、ウルトラマンジャック、ウルトラマンA、エースキラー、アパテー、ジャンキラー、ウルトラマンノア、カネゴン、バルタン星人（初代）、メトロン星人
- 魂STAGE - 魂STAGE ACT Horse?
- 超造形魂 - ワンピース 億超えルーキー、集結
- COMPOSITE Ver.Ka. - 全領域汎用人型決戦外骨格 キョンの妹ロボ、全領域汎用人型決戦外骨格 みくるロボ
- AGP - ウイングガンダム、GP03
- 聖闘士聖衣神話EX - スコーピオンミロ
- 聖闘士聖衣神話APPENDIX - リザドミスティ
- 聖闘士聖衣皇級 - アクエリアス氷河
- S.I.C. - 仮面ライダーギルス
- S.I.C.極魂 - ホースオルフェノク（疾走態）

### TAMASHII NATION 2012
キャッチコピーは「そこまでやるか！？ 魂ネイション」。開催期間は2012年10月26日～28日。開催地は東京都[秋葉原UDX AKIBA_SQUARE・UDX GALLERY。入場料は前売券800円、当日券1000円。
入場特典
魂ラジオCD、ミニタオル、カタログ、リーフレット、「ガンダムカフェ」のガンプラ焼割引券
展示・スペシャル
- TAMASHII FLOOR（2F）
- FUTURE FLOOR（4F）
- サンライズ80'ロボ商品化希望投票
- インターネット配信番組（TAMASHII STUDIO）
  - 26日：はりけ～んずのみどころ生紹介
  - 27日：アーマーガールズプロジェクト×ストライクウィッチーズスペシャルトーク ～語りたいから私は飛ぶ！～
  - 28日：スーパーロボット超合金×天元突破グレンラガンスペシャルトーク ～俺のトークは天と地と明日をつらぬくトークだ！～

主な開催記念商品
イベント後、インターネットで受注（★）・抽選（☆）販売された。
- ☆Figuarts ZERO トニートニー．チョッパー 有名人みたいじゃねーかようコンニャロ♡Ver.
- ★S.H.Figuarts H-01
- ☆METAL BUILD フリーダムガンダム プリズムコートVer.
- ☆アーマーガールズプロジェクト MS少女 ウイングガンダム（EW版） CODE：淡雪
- ☆Figuarts ZERO シェリル・ノーム(シャイン・オブ・ヴァルキュリア) SHINING BLUE
- ☆ROBOT魂<SIDE MS> ウイングガンダムゼロ（EW版）パールコートVer.
- ★S.H.Figuarts 仮面ライダーフォーゼ エフェクトセットTAMASHII NATION SPECIAL
- ★S.H.Figuarts 仮面ライダー電王 超クライマックスフォーム
- ★スーパーロボット超合金 勇者王ガオガイガー　金色の破壊神Ver.
- ☆聖闘士聖衣神話EX ジェミニカノン

主な参考出品
- DX超合金魂 - マジンガーZ専用 スクランダーゼット
- スーパーロボット超合金 - ゲキトージャ、ダイボウケン、マイク・サウンダース13世、ゴルディーマーグ、炎竜、氷竜、雷竜、風竜
- 超合金 - セイバー、アーチャー
- ROBOT魂
  - <SIDE MS>  - ユニコーンガンダム（ユニコーンモード）フルアクションver.、ガンダムMk-V、Ξガンダム、ドーベン・ウルフ、シルヴァ・バレト、ガンダムDX＋Gファルコン、テスタメントガンダム、エクストリームガンダム（type-レオス） ゼノン・フェース
  - <SIDE HM> - アモン・デュール“スタック”、グルーン
  - <SIDE MA> - ドラグナー1カスタム
  - <SIDE LFO> - RA272 ニルヴァーシュ
  - <SIDE AS> - Rk-02 セプター
  - <SIDE FFN> - ファフナー・マークニヒト、フェストゥム（スフィンクスA型）
  - <SIDE KMF> - グラスゴー（オルフェウス仕様）、白炎、ランスロット・グレイル、ゲッカ・カスタム、グラスゴー
  - <SIDE AB> - ビランビー、ダンバイン（トッド機&トカマク機）
- S.H.Figuarts - CYBORG001 イワン・ウィスキー、CYBORG003 フランソワーズ・アルヌール、CYBORG004 アルベルト・ハインリヒ、CYBORG005 ジェロニモ・ジュニア、CYBORG006 張々湖、グレート・ブリテン、クリリン、人造人間18号、ベジータ、ナッパ、フリーザ、セーラームーン、本宮凪沙、キュアピース、金色の闇、赤沢泉美、オリオンエデン、ロビン、ファイヤーエンブレム、仮面ライダーX、ショッカー戦闘員、仮面ライダーストロンガー（チャージアップ）、ライドシューター、サイクロン、ブルースペイダー、マシンデンバード、マシンゼロホーン、ティラノレンジャー、ドラゴンレンジャー、仮面ライダーブレイド、デストワイルダー、ボルキャンサー、仮面ライダーシザース、仮面ライダーファム、ブランウィング、仮面ライダーオーディン、ゴルドフェニックス、マルシーナ、デリューナイト
- Figuarts ZERO - ジュダル、モルジアナ、シンドバッド、アラジン、アリババ、アントニオ・ロペス、ネイサン・シーモア、園智恵理、雪泉、詠、ランカ・リー（ウィッシュ・オブ・ヴァルキュリア）GLOWING RED、ジャック・ハンマー、烈海王、タウラス・ゾディアーツ、カプリコーン・ゾディアーツ、ピスケス・ゾディアーツ、アクエリアス・ゾディアーツ、アリエス・ゾディアーツ、ジェミニ・ゾディアーツ、サジタリアス・ゾディアーツ
- chibi-arts  - シンドバッド、キュアピース、黄瀬やよい、セーラームーン
- Half Age Characters - マギ
- D-arts - ハクメン、リザードン
- ULTRA-ACT - ウルトラマンジョーニアス、ゴッドゼノン、ストロングコロナゼロ、ルナミラクルゼロ、ウルトラマンゼロ、ウルトラマン（Aタイプ、Bタイプ）、ババルウ星人、エースキラー
- 魂SPEC - ギルガザムネ
- S.H.MonsterArts - バジュラ
- 聖闘士聖衣神話EX - アンドロメダ瞬（新生青銅聖衣）、エフェクトセット（アンドロメダ瞬、キグナス氷河、ドラゴン紫龍）
- 聖闘士聖衣神話 - カメレオンジュネ、太陽神アベル、エリス、パピヨンミュー
- 聖闘士聖衣皇級 - アクエリアス氷河、ライブラ紫龍
- S.I.C. - 仮面ライダーオーズ シャウタ コンボ

### TAMASHII NATION 2013
キャッチコピーは「超合金」。開催期間は2013年11月1日～3日。開催地は東京都秋葉原UDX AKIBA_SQUARE・UDX GALLERY。入場料は前売券800円、当日券1000円。
入場特典
- 超合金ブックレット

展示・ステージ
- CHOGOKIN FLOOR（2F）
- TAMASHII NATIONS FLOOR（4F）
- 聖闘士聖衣神話 純金射手座聖衣
- 魂ライブステージ
  - 1日：「聖闘士星矢 スペシャルステージ」「ガオガイガーで遊びたおせ！」
  - 2日：「METAL BUILDの可能性」「マジンガーZ生みの親 永井豪が語る超合金」
  - 3日：「クラタスとは？ -男の子の夢-」「宇宙戦艦ヤマト2199に迫る！」

主な開催記念商品
イベント後、インターネットで受注（★）・抽選（☆）販売された。
- ★METAL BUILD ガンダムエクシア トランザムVer.
- ☆S.H.Figuarts アイアンマン マーク6 ブラックVer.
- ☆ROBOT魂 <SIDE MS> ユニコーンガンダム(デストロイモード)重塗装Ver.
- ☆超合金　超合体キングロボ ミッキー＆フレンズ～ファンタジックカラー～
- ☆スーパーロボット超合金 マジンガーZ 超合金ZカラーVer.
- ★聖闘士聖衣神話EX レオアイオリア～ORIGINAL COLOR EDITION～

主な参考出品
- スーパーロボット超合金 - カンタムロボ
- ROBOT魂 - 
  - <SIDE MS>  - ゲーマルク、ガンダムヴァサーゴ チェストブレイク、クロスボーン・ガンダムX-1改・改（スカルハート）、ガンダムジェミナス01、リーオー（青）、リーオーオプションセット3
  - <SIDE MASHIN> - 龍神丸Ver.2、邪戦角
- GUNDAM FIX FIGURATION METAL COMPOSITE - RX-78 Ver.Ka-35th-
- SDX - 皇騎士ガンダム
- S.H.Figuarts - セーラージュピター、セーラーヴィーナス、キュアハート
- D-arts - アリサ・イリーニチナ・アミエーラ -GOD EATER2 EDITION-
- 魂EFFECT - ENERGY AURA RED Ver.
- 衝動可動 - ゴウライガン ゴウ、炎刃騎士 ゼン 金色Ver.
- 聖闘士聖衣神話 - 純金射手座聖衣、サジタリアス星矢（Ω）、アンドロメダ瞬（Ω）
- S.I.C. - 仮面ライダー旧2号、スカイライダー（強化）、仮面ライダーオーズ サゴーゾ コンボ

### TAMASHII NATION 2014
キャッチコピーは「あなたのヒーローは誰ですか？」。開催期間は2014年10月31日～11月2日。開催地は東京都秋葉原UDX AKIBA_SQUARE・UDX GALLERY。入場料は前売券800円、当日券1000円。
入場特典
- 「スペシャルヒーローDVD ～MAKE A HERO～」

展示
- 「Japanese Hero」ブース
- 「Heroines」ブース
- 「World Hero」ブース
- 「To Be A HERO」ブース
- 「Robot Hero」ブース
- 「SAINT CLOTH MYTH」ブース（4F）

主な開催記念商品
イベント後、インターネットで受注（★）・抽選（☆）販売された。
- ☆ROBOT魂 <SIDE MS> バンシィ・ノルン（最終決戦ver.）
- ☆Figuarts ZERO ポートガス・D・エース -Battle Ver.十字火- Special Color Edition
- ☆S.I.C. 仮面ライダーオーズ タマシー コンボ
- ★聖闘士聖衣神話EX バルゴシャカ～ORIGINAL COLOR EDITION～
- ☆魂EFFECT IMPACT Magma Ver.
- ☆S.H.Figuarts 仮面ライダーバロン レモンエナジーアームズ
- ☆S.H.Figuarts セーラームーン ～オリジナルアニメカラー～

主な参考出品
- スーパーロボット超合金 - ゴッドマーズ、ブラックゲッター
- DX超合金 - VF-19 ADVANCE
- ROBOT魂 - 
  - <SIDE MS>  - クロスボーン・ガンダムX1改（フルアクションVer.）、ライジングガンダム、G-セルフ（宇宙用バック）&GLOWING STAGEセット、レクテン、レクテン（教官用）、シナンジュ マスターズフィニッシュver. 百式、メガ・バズーカ・ランチャー、Zガンダム 3号機、Gディフェンサー、ガンイージ、ガンブラスター
  - <SIDE PM> - ヴィルキス、レイザー、グレイブ・ヒルダ・カスタム
- SDX - 三代目頑駄無大将軍
- METAL BUILD - レーバテイン用緊急展開ブースター、デスティニーガンダム用光の羽エフェクト
- S.H.Figuarts - 改造サイクロン号、ライダーマンマシン、クルーザー、カブトロー、スカイターボ、ブルーバージョン、ヘルダイバー、ライドロン、黄金騎士 牙狼、黄金騎士 牙狼（流牙Ver.）、黄金騎士 牙狼（鋼牙）Ver2、アオレンジャー、キレンジャー、モモレンジャー、ミドレンジャー、バルシャーク、バルパンサー、キカイダー（REBOOT）、メタルダー、ジースタッグ、レッドル、マッドギャラン、ジャスピオン、スピルバン、宇宙刑事ギャバン（リニューアルVer.）、ドモン・カッシュ 私服ver.、南ことり、園田海未、タキシード仮面、セーラーちびムーン、キュアソード、魔人ブウ（悪）、アルティメット孫悟飯、スーパーサイヤ人4孫悟空、ロビンマスク、悪魔将軍、ネプチューンマン、スーパーマン（INJUSTICE Ver.）、ハーレークィン（INJUSTICE Ver.）
- 魔戒可動 - 光覚獣身 ガロ
- S.H.MonsterArts - ゴジラ（2014）Poster Color Ver.
- Figuarts ZERO - セーラーマーキュリー、セーラームーン、ベジータ-ギャリック砲-、孫悟空-かめはめ波-、バーダック、ラディッツ、ネフェルタリ・ビビ、カルー、ミス・オールサンデー、Mr.2 ボン・クレー、ロブ・ルッチ、カリファ、カク、ミッシェル・K・デイヴス、小町小吉、アドルフ・ラインハルト、羌瘣、王騎将軍、蒙恬、王賁、殺せんせー、潮田渚、磯部磯兵衛、犬、古代進、森雪、アベルト・デスラー、スターシャ・イスカンダル、ヴォルフ・フラーケン
- Figuarts ZERO EX - スーパーサイヤ人 トランクス、魔人ブウ（悪）
- ULTRA-ACT - ULTRAMAN、グリッターティガ、ウルトラマンティガ（石像Ver.）、ティガダーク、ウルトラマンティガ（パワータイプ）、ウルトラマンティガ（スカイタイプ）、ティガトルネード、ティガブラスト、ユリアン、ハンターナイトツルギ、ウルトラマンメビウス（バーニングブレイブ）
- 魂STAGE - Act LIGHT、Act.荒野
- 魂EFFECT - THUNDER Yellow Ver.、WIND Grenn Ver.、AURA、CLOUD
- NXEDGESTYLE - 紅蓮聖天八極式、オメガモン、天元突破グレンラガン、ジェネシックガオガイガー（金色の破壊神Ver.）、マジンガーZ、ダブルオーライザー、ウイングガンダムゼロ（EW版）
- AGP - ラファール・リヴァイヴ・カスタムⅡ【ガーデン・カーテン】×シャルロット・デュノア
- 魂バディーズ - セーラーマーキュリー、セーラーマーズ、セーラージュピター、ブロリー、フリーザ 第一形態、スーパーサイヤ人 孫悟飯、スーパーサイヤ人4 孫悟空、孫悟空、ベジット、セル、トランクス、孫悟空（少年）、ブルマ、ピッコロ大魔王、クリリン、出川哲朗
- 聖闘士聖衣神話EX - ピスケスアフロディーテ（冥衣）
- 聖闘士聖衣神話 - バルロンルネ
- 聖闘士聖衣伝説 - サジタリアスアイオロス、キャンサーデスマスク
- S.I.C. - 仮面ライダーオーズ ラトラーター コンボ、仮面ライダーバース・プロトタイプ、仮面ライダーバース、仮面ライダーウィザード（ランドスタイル、ハリケーンスタイル）、
- PROPLICA - ペペルトポロン、魔法のステッキ

### TAMASHII NATION 2015
開催期間は2015年10月30日～11月1日。開催地は東京都秋葉原UDX AKIBA_SQUARE・ベルサール秋葉原。
入場料は通常前売券900円、超合金の塊付前売り券1200円、当日券1000円。
入場特典
- 前売券「超合金の塊」（「超時空要塞マクロス」VF-1J バルキリー）

展示
- ROBOT FRONTIER（UDX AKIBA_SQUARE）
- FIGURE FRONTIER（ベルサール秋葉原）

連動企画
- JTB特別宿泊プラン
- 店舗連動キャンペーン：会場周辺のヨドバシカメラやソフマップ、LAOX等で一定の金額以上支払うと「TAMASHII NATION2015」入場券を付属。
- AKIBAショールーム：開催前の10月16日～27日に「魂ネイション2015 プロローグ展示」を、開催中には「魂ネイション2015 連動企画　『マクロスＦ』特別展示」を行った。

主な開催記念商品
イベント後、インターネットで受注（★）・抽選（☆）販売された。
- ★聖闘士聖衣神話EX アリエスムウ ～ORIGINAL COLOR EDITION～
- ☆アーマーガールズプロジェクト 艦これ 武蔵
- ☆S.H.Figuarts 仮面ライダープロトドライブ
- ★METAL BUILD デスティニーガンダム（ハイネ機）[24]
- ☆魂EFFECT BURNING FLAME DARK Ver.
- ☆S.H.Figuarts シャドウトルーパー

主な参考出品
- スーパーロボット超合金 - ジャイアントロボ THE ANIMATION VERSION、ゴッドグラヴィオン、ゴーダンナーツインドライブモード、鋼鉄ジーグ、ジーグオプションSET、ダブルスペイザー&TFO、
- DX超合金 - VF-31 ジークフリード
- 超合金の塊 - VF-1A バルキリー、リガード、グラージ
- ROBOT魂 - 
  - <SIDE MS>  - ガナー ザクウォーリア（ルナマリア機）、ケルベロスバクゥハウンド、ソードカラミティ、ブラストインパルスガンダム、ガンバレルストライクガンダム、ヴェルデバスター、ブルデュエル
  - <SIDE RM> - ヴィルキス《最終決戦仕様》、レイジア
  - <SIDE RV> - ネオファム、トゥランファム
  - <SIDE AB> - サーバイン、ボチューン（量産機）
  - <SIDE HM> - ヌーベル・ディザード、グライア、スピリッツ
- METAL BUILD - ストライクフリーダムガンダム 光の羽、デスティニーガンダム 光の羽、ガンダムアストレア TYPE-F
- Ka signature - ディジェ、バーザム改、メタス
- HI METALR - VF-1A バルキリー（柿崎機）、MBR-07 デストロイドスパルタン MK.ⅱ、HWR-00-MkⅡ デストロイドモンスター、MBR-04-MkⅥ デストロイドトマホーク、SDR-04-Mk XII デストロイドファランクス、リガード（小型ミサイル装備型、大型ミサイル装備型）、VE-1 エリントシーカー、VT-1 スーパーオストリッチ、VF-1J スーパーバルキリー（マクシミリアン・ジーナス機）
- マイクロマクロス - （戦艦）SDF-1 マクロス（1:1800）、VF-1S ストライクバルキリー（一条輝機）/リガード/グラージ（1:700）、VF-1S ストライクバルキリー（ロイ・フォッカー・スペシャル）/VF-1A スーパーバルキリー（マックス機）/VF-1A スーパーバルキリー（柿崎速雄機）（1:700）
- S.H.Figuarts - ブリタイ・クリダニク、ランカ・リー、シェリル・ノーム、オビ=ワン・ケノービ（Episode Ⅱ）、グリーヴァス将軍、ジャバ・ザ・ハット（Episode Ⅳ）、浪人ジャンゴ・フェット、仮面ラダー ディエンド、仮面ライダーチェイサーマッハ、仮面ライダードライブ タイプトライドロン、ゴルドドライブ、ブレインロイミュード、仮面ライダー鎧武・闇 ブラックジンバーアームズ、仮面ライダーバロン リンゴアームズ、仮面ライダーデューク ドラゴンエナジーアームズ、仮面ライダーゴースト オレ魂、ン・ダグバ・ゼバ、ウルトラマン、スーパーサイヤ人 トランクス、孫悟空 天使Ver.、スーパーサイヤ人ゴッド孫悟空、スーパーサイヤ人4孫悟空、シャンパ、ヴァドス、ウィス、孫悟空 子供Ver.、スーパーサイヤ人3ベジータ、ポルンガ、アシュラマン、ブロッケンJr. 、ビッグ・ザ・武道、佐倉 羽音（制服Ver.）、HONDA CB400SF SPEC3、鈴乃木 凛（ライダースーツVer.）、SUZUKI GSX-400S KATANA、ブラック・レディ、セーラームーン（美少女戦士セーラームーンRVer.）、天道あかね、早乙女乱馬、シャンプー、特警フルパッケージオプションセット、ウォルター
- Figuarts ZERO - スーパーサイヤ人3 孫悟空、ディアボロモン、八神太一＆アグモン tri.Ver.、石田ヤマト＆ガブモン tri.Ver.、モンキー・D・ルフィ -ゴムゴムの鷹鞭-、和泉伊織、サイボーグ009VSデビルマン、リフィア
- 魂OPTION - Angel Wing
- 魂STAGE - ACT.U.N.SPACY、ACT.ZENTRAEDI、ACT.MACROSS
- NXEDGESTYLE - 百錬（アミダ機）、百錬、シュヴァルベグレイズ（ガエリオ機）、ユニコーンガンダム（サイコフレーム発動Ver.）、ユニコーンガンダム（デストロイモード）、バンシィ（デストロイモード）、ガンダムアストレイ（ブルーフレーム、ゴールドフレーム）、ジェネシックガオガイガー（ヘルアンドヘブンVer.） 、オメガモン、ランスロット・アルビオン、グレイズ（一般機）
- 魂バディーズ - ゼロ、うちはサスケ、セーラーウラヌス、セーラーネプチューン、ナッパ
- AGP - 艦これ（川内改二、神通改二、比叡改二）
  - AGP MS少女 - ガンダムMk-Ⅱ（ティターンズ仕様）オプションセット、MS少女 バンシィ（覚醒仕様）
- 聖闘士聖衣神話EX - 邪神 ロキ、アクエリアスカミユ（神聖衣）、カプリコーンシュラ（神聖衣）
- D.D.PANORAMATION -
- S.I.C. - 仮面ライダー鎧武 オレンジアームズ、仮面ライダードライブ タイプスピード
- その他 - アクリルスタンドキーホルダー（ミーナ・フォルテ、ランカ・リー、シェリル・ノーム、リン・ミンメイ、フレイア・ヴィオン）、プリンセス・セレニティ

### TAMASHII NATION 2016
キャッチコピーは「フューチャーエアシップ」。開催期間は2016年10月28日～30日。開催地は東京都秋葉原UDX AKIBA_SQUARE・UDX GALLERY。入場料は通常前売券900円、超合金の塊付前売り券2200円、当日券1000円。会場内のアナウンスを小清水亜美が務めた。
入場特典
- 前売券「超合金の塊」（マジンガーZ 超合金魂GX-01バージョン）

その他「フューチャーエアシップ機内誌」、「TAMASHII NATIONSシリアルカード」が参加者に配布された。
展示・スペシャル
- TAMASHII STATION
- TAMASHII HOUR
  - 28日：「仮面ライダーエグゼイド～ノーコンティニューでフィギュアを語れ～」・「S.H.MA！ 大ゴジラ祭り！ ～シン・ゴジラもあるよ～」・「マフィア梶田と熱中！ サマーレッスン」
  - 29日：「製作スタッフが語るMETAL BUILD」・「熱き漢たちの機動戦士ガンダム ver. A.N.I.M.E. 座談会」
  - 30日：「超合金な男たちのダイナミック座談会」・「石垣佑磨参戦TAMASHII Lab 研究室トーク」・「置鮎龍太郎と語る!『聖闘士星矢 黄金魂 -soul of gold-』」
- ヒューマンサイズ立像
  - 「マジンガーZ D.C.」「サマーレッスン 宮本ひかり」「VF-31J ジークフリード（ハヤテ・インメルマン機）」「ジェミニサガ」「RX-78-2 ガンダム ver. A.N.I.M.E.」「スーパーサイヤ人 孫悟空 超戦士覚醒ver.」（会場外）
  - 「ゴジラ（1991 北海道ver.）」（会場内）

連動企画
- AKIBAショールーム：「超合金魂20周年アーカイブ展示」

主な開催記念商品
イベント後、インターネットで受注（★）・抽選（☆）販売された。
- ☆ROBOT魂 < SIDE MS> RX-78-2 ガンダムver. A.N.I.M.E. ～劇場ポスター リアルタイプカラー～
- ☆超合金魂 X-02R（TN2016 Anniv.）グレートマジンガー（魂ネイション2016記念Ver.）
- 超合金の塊 マジンガーZ 超合金魂 GX-01RG ゴールドバージョン　＊会場発売のみ
- 超合金の塊 マジンガーZ 超合金魂 GX-01B ブラックバージョン　＊会場発売のみ
- ☆S.H.Figuarts（真骨彫製法）仮面ライダーダークカブト
- ☆S.H.Figuarts STARWARS クローン・トルーパー フェイズ1 キャプテン

主な参考出品
- 超合金魂 - GX-74 ゲッター1 D.C.、GX-73 グレートマジンガー D.C.、暗黒大将軍 D.C.
- ROBOT魂 - 
  - <SIDE MS>  - Gファイター ver.A.N.I.M.E.、フルアーマーOガンダム
  - <SIDE AB> - ライネック
  - <SIDE HM> - オージ
  - <SIDE LABOR> - イングラム3号機、エコノミー、タイラント2000、ブロッケン、スタンダード、サターン、レイバーキャリア
- METAL ROBOT魂 - 騎士ガンダム（リアルタイプ）、ダブルオーライザー&GNソードIII
- METAL BUILD - パワードレッド&150ガーベラ ストレートオプションセット、アーバレスト
- Ka signature - Zプラス、FAZZ
- FORMANIA EX - vガンダム
- S.H.Figuarts - 仮面ライダーハート、ハートロイミュード（超進化態）、仮面ライダーアマゾンシグマ、仮面ライダーZX&ヘルダイバー、メトロン星人、メフィラス星人、ギャバン&サイバリアンセット、一条寺烈、ギャバン TYPE G（SPACE SQUAD）、ナッパ、スーパーサイヤ人ゴテンクス、ブロッケンJr.ORIGINAL COLOR EDITION、シルバーマン、ストロング・ザ・武道、ネプチューンマン ORIGINAL COLOR EDITION、我愛羅、春野サクラ、神崎美月（冬制服Ver.）、北大路さくら（冬制服Ver.）、一ノ瀬かえで（冬制服Ver.）、サトシ、ロケット団、タイガーマスク、タイガーザダーク、良牙
- S.H.MonsterArts - ゴジラ（2016）、ゴジラ（2016）第2形態、ゴジラ（2016）第3形態
- ULTRA-ACTxS.H.Figuarts - ULTRAMAN リミッター解除、ULTRAMAN SUIT ver 7.2フル装備、BEMULAR
- NXEDGESTYLE - エヴァンゲリオン初号機、エヴァンゲリオン零号機、アルファモン
- 魔戒可動 - ハヤテ
- AGP - 
  - MS少女 - Sガンダム
- 聖闘士聖衣神話EX - ピスケスアフロディーテ（神聖衣）、ライブラ童虎（神聖衣）、スコーピオンミロ（神聖衣）、アクエリアスカミュ（冥衣）、ガルーダアイアコス、グリフォンミーノス
- D.D.PANORAMATION - 黄金十二宮拡張セット 聖域の火時計-女神アテナと兵士たち-、磨羯宮に煌めく聖剣-カプリコーンシュラ-
- S.I.C. - 仮面ライダーシグルド チェリーエナジーアームズ、仮面ライダーマリカ ピーチエナジーアームズ、仮面ライダーデューク レモンエナジーアームズ

### TAMASHII NATION 2017
キャッチコピーは「一歩先の未来へ」。開催期間は2017年12月1日～3日。開催地は東京都秋葉原UDX 2F AKIBA_SQUARE CONTEMPORARY ZONE・ベルサール秋葉原（1F・B1F）。
展示
- -FUTURE ZONE-（UDX）
- -CONTEMPORARY ZONE-（ベルサール秋葉原）

10大重大企画
10大新発表
- 『シン・ゴジラ』 - 「S.H.MonsterArts 輝響曲 シン・ゴジラ」
- 『ゲッターロボ』 - 「超合金魂 魂MIX ゲッターエンペラー」
- 『機動戦士ガンダムSEED』 - 「METAL BUILD ストライクガンダム」・『EVANGELION』 - 「METAL BUILD エヴァンゲリオン」
- 『機動戦士ガンダム 逆襲のシャア』 - 「解体匠機 νガンダム」
- 『コードギアス 反逆のルルーシュ』 - 「MEAL ROBOT魂 ＜SIDE KMF> ランスロット・アルビオン」
- 『ドラゴンボール超』 - 「スーパーサイヤ人 孫悟空（12インチ、発光・音声付フィギュア）」
- 『ふたりはプリキュア』 - 「キュアブラック＆キュアホワイト（ヴィネットスタチューフィギュア）」
- 『仮面ライダー電王』 - 「仮面ライダー電王 ソードフォーム」
- 『聖闘士星矢』 - 「聖闘神衣神話EX 火時計」
- 『仮面ライダーBLACK RX』 - 「TAMASHII Lab リボルケイン」

来場特典 豪華クリエイター描き下ろしmini色紙
UDX会場にて豪華クリエイター描き下ろしmini色紙が日毎にランダムで配布された。初日分の色紙のみ袋に封入されていた。
- 1日 - 越智一裕（マジンガーZ）、稲上晃（ふたりはプリキュア）
- 2日 - 早瀬マサト（仮面ライダー）、桂正和（TIGER & BUNNY）、西川伸司（ゴジラ）
- 3日 - 海老川兼武（機動戦士ガンダム00）、姫野美智（聖闘士星矢）

著名人が表現するTAMASHII NATIONS
- 「超合金魂GX-70 マジンガーZ D.C.」 - 水木一郎、宮迫博之、おかずクラブ
- 「聖闘士聖衣神話EX黄金聖闘士シリーズ」 - 置鮎龍太郎、鈴木誠也
- 「ROBOT魂＜SIDE MS＞ver. A.N.I.M.E.シリーズ」 - yukihiro（L'Arc〜en〜Ciel）、木村良平
- 「S.H.Figuarts仮面ライダーシリーズ」 - 棚橋弘至

ステージショー
ベルサール秋葉原屋外ステージ - 総合MC：白石稔、円城寺佳子。「ニコニコ生放送」「LINELIVE」「YouTubeライブ」での生配信も行われた。
- 11月30日
  - TAMASHII NATION 2017 オープニングセレモニー - ゲスト：内田理央、岩永徹也
- 1日
  - 13:00～ 『劇場版 マジンガーZ ／ INFINITY』スペシャルステージ - ゲスト：金丸裕（東映アニメーション・プロデューサー）、柳瀬敬之（メカニックデザイン）、五十嵐浩司（TARKUS・アニメーション研究家）
  - 16:00～ 『プリキュア』シリーズ15周年スペシャルステージ - ゲスト：鷲尾天（東映アニメーション・プロデューサー）、西尾大介（東映アニメーション・シリーズディレクター）、本名陽子（キュアブラック／美墨なぎさ役声優）、ゆかな（キュアホワイト／雪城ほのか役声優）、キュアブラック、キュアホワイト
- 2日
  - 12:00～ 仮面ライダーシリーズ スペシャルステージ - ゲスト：大森敬仁（東映・『仮面ライダービルド』チーフプロデューサー）、新井義幸（はりけ〜んず）、しいはしジャスタウェイ（御茶ノ水男子）、安倍浩章（タモンズ）
  - 13:30～ デジモン超進化ステージ - ゲスト：角銅博之（『デジモンアドベンチャー』シリーズディレクター）、渡辺けんじ（『デジタルモンスター』シリーズ デザイナー）、アグモンほか
  - 16:00～ 『GODZILLA 怪獣惑星』 スペシャルステージ - ゲスト：瀬下寛之（『GODZILLA 怪獣惑星』監督）、石垣佑磨
  - 17:30～ 『コードギアス』10周年 スペシャルステージ - ゲスト：谷口廣次朗（サンライズ）、小清水亜美（紅月カレン役声優）
- 3日 
  - 11:30～ 『ウルトラマンジード』 スペシャルステージ - ゲスト：坂本浩一（『ウルトラマンジード』メイン監督）、ウルトラ戦士
  - 13:30～ ROBOT魂『機動戦士ガンダム0080 ポケットの中の戦争』 スペシャルステージ - ゲスト：辻谷耕史（声優）、林原めぐみ（声優、ボイスメッセージ）、浪川大輔（声優、ビデオメッセージ）
  - 14:30～ 「スーパーロボット大戦」 スペシャルステージ - ゲスト：寺田貴信（B.B.スタジオ・『スーパーロボット大戦』シリーズプロデューサー）、五十嵐浩司
  - 16:00～『マクロス』シリーズ スペシャルステージ - ゲスト：鈴木みのり（『マクロスΔ』フレイア・ヴィオン役声優）、瀬戸麻沙美（『マクロスΔ』ミラージュ・ファリーナ・ジーナス役声優）、畠中雄一（ビックウエスト）

企画担当に届け！10年間の魂の声！！
フォトグラファーが魅せるフィギュアの世界
- 青山裕企、田中達也、帆足てるたか、ホットケノービ、クロネコ零式

豪華声優陣がアナウンス／イベント回遊企画
- ゆかな - 秋葉原UDX 2F 「FUTURE ZONE」
- 平田広明 - ベルサール秋葉原 1F「CONTEMPORARY ZONE」
- 小清水亜美 - ベルサール秋葉原 B1F「開催記念商品受け取りフロア」
- 諏訪部順一 - 魂ネイションズ AKIBAショールーム 「WORLD ZONE」
- 藤原啓治 - 「東京コミコン2017」魂ネイションズブース

TAMASHII NATIONS ワールドツアー特集展示
AKIBAショールームで展示。
直営店オープン決定
2019年に直営店TAMASHII NATIONS TOKYOがオープン。
マイレージ制会員制度開設
CLUB TAMASHII MEMBERSを開設。
主な開催記念商品
イベント後、インターネットで受注（★）・抽選（☆）販売された。
- ★S.H.Figuarts (真骨彫製法) 仮面ライダージョーカー[37]
- ☆S.H.Figuarts 仮面ライダーゲンム アクションゲーマー レベル2
- ☆S.I.C. 仮面ライダー鎧武 カチドキアームズ
- ☆聖闘士聖衣神話EX 十三番目の黄金聖闘士 ～ORIGINAL COLOR EDITION～
- ☆DX超合金 VF-31J改 ジークフリード（ハヤテ・インメルマン機）
- ★METAL BUILD ガンダムF91(ハリソン・マディン機)
- ☆超合金魂 GX-70CN マジンガーZ D.C. CHROME NOIR
- ☆ROBOT魂 <SIDE MS> RX-78-2 ガンダム ver. A.N.I.M.E. ～ファーストタッチ2500～ - イベント会場でも当日発売。

主な参考出品
- 超合金魂 - ドラゴンシーザー、GX-76S グレンダイザー D.C.用 スペイザー
- ROBOT魂 - 
  - <SIDE MS>  - バンシィ・ノルン SPパック【リアルマーキングVer.】、シナンジュ FINAL BATTLE SET:Feat.ネオジオング
  - <SIDE AB> - フォウ スカイステージセット
- METAL BUILD - インフィニティ
- HI-METALR - テクロイドブレーダー、テクロイドスキャニー
- 輝艦大全 - 1/2000 地球連邦主力戦艦ドレッドノート、1/2000 地球連邦アンドロメダ級二番艦アルデバラン、1/2000 地球連邦アンドロメダ級三番艦アポロノーム、1/2000 地球連邦アンドロメダ級四番艦アキレス、1/2000 地球連邦アンドロメダ級五番艦アンタレス
- FORMANIA EX - ガンダム試作1号機 フルバーニアン
- S.H.Figuarts - 仮面ライダークローズ、マシンビルダー、新サイクロン、仮面ライダーゲンム（ゾンビアクションゲーマー レベルX-0、ゴッドマキシムゲーマー レベルビリオン、スポーツアクションゲーマー レベル3）、ウルトラマンジード ロイヤルメガマスター、ウルトラマンゼロ ビヨンド、にせウルトラマン、亀仙人、スーパーサイヤ人 ゴテンクス、魔人ブウ、ロクサス（KINGDOM HEARTS Ⅱ）、キュアパルフェ、キュアカスタード、キュアジェラート、キュアショコラ、キュアマカロン
  - 真骨彫製法 - 仮面ライダーアマゾン、仮面ライダーW（ヒートメタル、ルナトリガー）、仮面ライダー新2号
- Figuarts ZERO - サンジ（ホールケーキアイランドVer.）、シャンクス-覇王色の覇気-
- TAMASHII Lab - アンク
- NXEDGESTYLE - ガンダムMk-V、エヴァンゲリオン弐号機（TV版）、エヴァンゲリオン零号機・改（TV版）
- 超進化魂 - 05 アルファモン
- 聖闘士聖衣神話EX - ガルーダアイアコス、ライブラ紫龍、アクエリアス氷河、タウラスアルデバラン ～ORIGINAL COLOR EDITION～、ジェミニサガ ～ORIGINAL COLOR EDITION～、キャンサーデスマスク ～ORIGINAL COLOR EDITION～、アクエリアスカミュ ～ORIGINAL COLOR EDITION～、カプリコーンシュラ ～ORIGINAL COLOR EDITION～
- 聖闘士聖衣神話 - ペガサス星矢 初期青銅聖衣（リバイバル版）、ホエールモーゼス
- 聖闘士聖衣神級 - アテナ
- S.I.C. - 仮面ライダー龍玄・黄泉 ヨモツヘグリアームズ、ロード・バロン、仮面ライダーバロン レモンエナジーアームズ、仮面ライダーマリカ ピーチエナジーアームズ
- PROPLICA - プリズムハートコンパクト、ウラヌスリップロッド、＆ネプチューンリップロッド

### TAMASHII NATION 2018
キャッチコピーは「青の衝撃」。開催期間は2018年10月26日～28日。開催地は東京都秋葉原UDX 2F AKIBA_SQUARE・ベルサール秋葉原 1F EVENTSPACE。入場料はベルサールが無料、UDXが「CLUB TAMASHII MEMBERS」会員は無料、当日券は1000円。
来場特典
- TAMASHII NATION 2018 INPACT BOOK - 小冊子4冊（聖闘士星矢 セインティア翔、荒野のコトブキ飛行隊、DOUBLE DECKER! ダグ&キリル、TAMASHII NATIONS IMPACT BOOK:PRODUCT LINE UP）、ピンナップポスター1枚（平成仮面ライダーシリーズ）

スペシャルステージ
MCは鷲崎健。
- 26日
  - 18:00～ 『宇宙戦艦ヤマト2202 愛の戦士たち』魂のヤマトーク - ゲスト：吉田知弘（音響監督）、桑島法子（森雪役）、岡崎聖（BANDAI SPIRITS）
- 27日
  - 11:00～ 『『ウルトラマンR/B』スペシャルステージ - ゲスト：武居正能（メイン監督）、平田雄也（湊カツミ/ウルトラマンロッソ役）、小池亮介（湊イサミ/ウルトラマンブル役）、ウルトラマンロッソ フレイム、ウルトラマンブル アクア
  - 11:40～ アニメ『ULTRAMAN』スペシャルステージ - ゲスト：清水栄一（原作者）、澗淵隆文（円谷プロダクション）、橋本トミサブロウ（SOLA DIGITAL ARTS）、光岡祐希（BANDAI SPIRITS）
  - 13:30～ 『DOUBLE DECKER! ダグ＆キリル』スペシャルトークステージ - ゲスト：三上哲（ダグラス･ビリンガム役）、天﨑滉平（キリル・ヴルーベリ役）、桂正和（メインキャラクターデザイン）、古田丈司（監督）、田村一彦（サンライズ/プロデューサー）
  - 16:30～ 『ケロロ軍曹』生誕20周年スペシャルステージ - ゲスト：渡辺久美子（ケロロ軍曹役）、渡辺啓之（KADOKAWA）、望月克己（バンダイナムコピクチャーズ）、野口勉（BANDAI SPIRITS）
- 28日
  - 11:00～ 新作TVアニメ『荒野のコトブキ飛行隊』キャストトークステージ - ゲスト：鈴代紗弓（キリエ役）、幸村恵理（エンマ役）、仲谷明香（ケイト役）、瀬戸麻沙美（レオナ役）、山村響（ザラ役）、富田美憂（チカ役）、有澤亮哉（バンダイナムコアーツ/プロデューサー）
  - 13:30～ アニメ『聖闘士星矢 セインティア翔』スペシャルステージ - ゲスト：田中秀幸（獅子座のアイオリア役）、置鮎龍太郎（双子座のサガ役）
  - 16:30～ 『S.H.Figuarts 真骨彫製法 仮面ライダーキバ発売記念ステージ』 - ゲスト：武田航平、寺野彰・岡本圭介(BANDAI SPIRITS)

主な開催記念商品
イベント後、インターネットで受注（★）・抽選（☆）販売された。
- ☆METAL BUILD ストライクフリーダムガンダム TAMASHII NATION2018 限定カラー
- ☆ROBOT魂 <SIDE MS> MS-06 量産型ザク ver. A.N.I.M.E. ～ファーストタッチ2500～ イベント会場でも当日発売。
- ☆S.H.Figuarts（真骨彫製法）仮面ライダー1号（桜島ver.）
- ☆ROBOT魂 <SIDE MS> RX-78-2 ガンダム ＆ Gファイター ver. A.N.I.M.E. ～リアルタイプカラー～
- ★S.H.Figuarts 仮面ライダービルド ラビットタンクハザードフォーム
- ☆聖闘士聖衣神話EX ジェミニサガ＆カノン  ～ORIGINAL COLOR EDITION～ - 封入されている説明書に不備（付属していない聖衣分解装着図の記載がある）があるため商品受取時に修正された説明書が手渡しされた。
- ☆S.H.Figuarts ウルトラマンオーブダーク

主な参考出品
- 超合金魂 - マジンガーZ D.C. ダメージバージョンアニメカラー、グレートマジンガー D.C. アニメカラーバージョン、XX計画01 武器セット、GX29-Rブラックオックス、GX-40R 六神合体ゴッドマーズ、ガミラス航宙装甲艦
  - 超合金魂F.A. - 無敵超人 ザンボット3 F.A.、超電磁ロボ コン・バトラーV F.A.、伝説巨神 イデオン F.A.
- DX超合金 - ミサイルセット、ストライクパック、TV版ハンドセット、スーパーパック、VF-31 ジークフリード用 アーマードパーツセット、VF-31E ジークフリード（チャック・マスタング機）
- 大人の超合金 - 戦艦大和
- 超合金×TAMASHII MIX - 超合金 魂MIX DYNAMIC FUSION マジンガーZ
- 超合金HEROES - アイアンマン （マーク1、マーク2、マーク4、マーク5、マーク21 ミダス、マーク42、マーク43、マーク45、マーク46、マーク47、）、ファルコン（シビル・ウォー）、ブラック・パンサー（シビル・ウォー）、アントマン（シビル・ウォー）、キャプテン・アメリカ（シビル・ウォー）、スター・ロード（ガーディンアンズ・オブ・ギャラクシー:リミックス）、スパイダーマン（スパイダーマン:ホームカミング）、ウォーマシン マーク2、ブラックパンサー グロー ver.（アベンジャーズ/インフィニティ・ウォー）、アイアンパトリオット
- ROBOT魂 - ギトール、HI-νガンダム
  - <SIDE MS>  - 
    - <SIDE MD> ver. A.N.I.M.E. - RX-78GP01 ガンダム試作1号機、RX-78GP02A ガンダム試作2号機、ケンプファー、ガンダムNT-1 ～チョバム・アーマー装備～、連邦軍武器セット、MS-06W 一般作業型ザク 、コア・ブースター2機セット
- METAL ROBOT魂 - 謎のナイトメアフレーム
  - <SIDE MS> - 騎士ガンダム（リアルタイプ）～ラクロアの勇者～
- SDX - スペリオルドラゴンダーク、太陽騎士ゴッドガンダム 明鏡止水ゴールドバージョン、アイアンリーガー（マグナムエース&ゴールドマスク、マッハウィンディ&ゴールドフット、極十郎太&ゴールドアーム）
- METAL BUILD - グレートマジンガー
- 輝艦大全 - 1/6000 SDF-1 マクロス・要塞型 -劇場版-、1/2000 地球連邦アンドロメダ級五番艦アンタレス、聖戦士ダンバイン ゼラーナ
- GUNDAM FIX FIGURATION METAL COMPOSITE（G.F.F.M.C） - サイコガンダム（グロス Ver.）
- Ka signature - ディジェ
- S.H.Figuarts - 仮面ライダーアマゾンズ 最後ノ審判セット、仮面ライダープライムローグ、仮面ライダーレーザー チャンバラバイクゲーマー レベル3、仮面ライダーゲンム ゾンビアクションゲーマー レベルX-0、仮面ライダーレーザーターボ プロトスポーツバイクゲーマー レベル0、仮面ライダーエボル コブラフォーム、仮面ライダーゲイツ ゲンムアーマー、三羽ガラス、人造人間21号、スーパーサイヤ人ゴッド スーパーサイヤ人孫悟空-超-、スーパーサイヤ人ゴッド スーパーサイヤ人ベジータ-超-、スパイク・スピーゲル、ビシャス、セブルス・スネイプ（ハリー・ポッターと賢者の石）、サンドトルーパー、ストームトルーパー、ヨーダ（STAR WARS:Rivenge of the Sith）、ライドストライカー、ウルトラセブン Special Color Ver.、ウルトラマンブル フレイム、ウルトラマンロッソ アクア、ウルトラマンループ
- Figuarts mini - 隼一型（キリエ仕様）、キリエ（パンケーキ Ver.）
- Figuarts ZERO - チカ、ザラ、ケイト、エンマ、キリエ、レオナ、バーナビー・ブルックス Jr.-グッドラックモード-、ワイルドタイガー -グッドラックモード-、楊端和、王騎、スーパーサイヤ人ブロリー フルパワー
- 魂OPTION - ACT WALL（Gray Ver.、Brown Ver.）
- NXEDGESTYLE - Mark.6、エヴァンゲリオン参号機、エヴァンゲリオン四号機、エヴァンゲリオン第13号機、ゴーストン、龍星丸、邪戦角、新星龍神丸、龍神丸、幻神丸、空神丸、青い新魔神（仮）
- KERORO魂 - ケロロロボUC、ギロロロボUC、タママロボUC、ガラジャール、ガルル専用スペースジェガマ
- 聖闘士聖衣神話EX - レオアイオリア SAINTIA SHO COLOR EDITION、サジタリアス星矢、ライブラ紫龍
- 聖闘士聖衣神話 - 聖域の火時計、ドラゴン紫龍 初期青銅聖衣（リバイバル版）、キグナス氷河 初期青銅聖衣（リバイバル版）、エクレウス翔子、パーヴォマユラ
- PROPLICA - デュエルディスク、シアーハートアタック

### TAMASHII NATION 2019
キャッチコピーは「変形 合体 可動」。開催期間は2019年10月25日～27日。開催地は東京都秋葉原UDX 2F AKIBA_SQUARE・ベルサール秋葉原 1F EVENTSPACE。入場料はベルサールが無料、UDXが「CLUB TAMASHII MEMBERS」会員は無料、当日券は1000円。
展示
- Robot Center（UDX）
- Figure Base（ベルサール）

主な開催記念商品
イベント後、インターネットで受注（★）・抽選（☆）販売される。
- ☆S.H.Figuarts 仮面ライダービルド トライアルフォーム（ラビットドラゴン）
- ★S.H.Figuarts（真骨彫製法）仮面ライダーディエンド
- ☆S.H.Figuarts ストロングコロナゼロ&ルナミラクルゼロセット
- ☆聖闘士聖衣神話EX アクエリアスカミュ ～ORIGINAL COLOR EDITION～
- ☆ROBOT魂 <SIDE MS>MS-09R リック・ドム ver. A.N.I.M.E. ～リアルタイプカラー～
- ☆ROBOT魂 <SIDE MS>MS-14A 量産型ゲルググ ver. A.N.I.M.E. ～ファーストタッチ3500～ イベント会場でも当日発売。
- ☆METAL BUILD ダブルオーライザー デザイナーズブルー Ver.

主な参考出品
- 超合金魂 - 闘士ゴーディアン、ゲッターロボ號、GX-59R 未来ロボ ダルタニアス、GX-66R 無敵ロボ トライダーG7、XX計画ひみつ超兵器セット1、XX計画ひみつ超兵器セット2 重戦車Z、暗黒大将軍、GX-25R ガラダK7&ジェノサイダーミサイル、GX-26R ダブラスM2&ダムダムドリル、宇宙海賊戦艦アルカディア号
- 超合金 - アイアンリーガー（ゴールドアーム、ゴールドマスク、マグナムエース、極 十郎太、GZ、トップジョイ、キアイリュウケン、ブルアーマー）
- DX超合金 - YF-21、YF-29 デュランダルバルキリー フルセットパック、劇場版 VF-1Aバルキリー（一条輝機、マクシミリアン・ジーナス機、柿崎速雄機）
- DX超合金魂 - 大空魔竜ガイキング、超電磁マシーン ボルテスV
- ROBOT魂 - ドミネーター、ラッシュロッド
  - <SIDE MS>  - ゲー・ドライ
    - <SIDE MS> ver.A.N.I.M.E. - MSN-02 パーフェクトジオング、PF-78-1 パーフェクトガンダム、FA-78-1 パーフェクトガンダムⅡ（フルアーマータイプ）、MS-06R-2 ジョニー・ライデン専用高機動型ザクII 、MS-06R-1A シン・マツナガ専用高機動型ザクII、MS-09F/TROP ドム・トローペン、RGC-83 ジム・キャノンII、RGM-79 パワード・ジム、RGM-79N ジム・カスタム

  - Ka signature - Zガンダム、ZZガンダム、リック・ディアス（クワトロ・バジーナカラー）、リック・ディジェ（アムロ・レイ大尉機）、プロトタイプ・リック・ディアス、フライングアーマー、メガライダー、ゼータ プラス A1型（テスト機カラータイプ）
  - <SIDE EVA> - 4444C、44B、シン・エヴァンゲリオン 劇場版より、エヴァンゲリオン 8号機β 臨時戦闘形態、エヴァンゲリオン 3号機 -新劇場版-、エヴァンゲリオン 2号機 -新劇場版-、エヴァンゲリオン零号機（改）/零号機 -新劇場版-
  - <SIDE MASHIN> - 邪虎丸 30周年特別記念版
- HI METALR - ドラグナー 1型カスタム、ザカール、エルガイム、バッシュ、VF-1S バルキリー（ロイ・フォッカー機）&リガード偵察型
- GUNDAM FIX FIGURATION METAL COMPOSITE（G.F.F.M.C） - MS-05S ザクⅠ（シャア専用機）、MS-06C ザクⅡ C型、RX-78-01 ガンダム、サイコ・ガンダムMk-2（グロスカラー Ver.）
- METAL BUILD - ガンダムデュナメスリペアIII、ガンダムエクシア リペアIV、ガンダムアストレイレッドフレーム改（オルタナティブストライクVer）＋ソードストライカーパック、ソードストライクガンダム、ランチャーストライクガンダム、ガンダムアストレイブルーフレームセカンドリバイ＋ランチャーストライカーパック、エヴァンゲリオン初号機【夜間戦闘仕様】、エヴァンゲリオン2号機【夜間戦闘仕様】、エヴァンゲリオン初号機
- S.H.Figuarts - ライドベンダー、仮面ライダーゴースト ムゲン魂、仮面ライダーエグゼイド ムテキゲーマー、仮面ライダービルド ジーニアスフォーム、仮面ライダークローズエボル、仮面ライダーメタルビルド、仮面ライダープライムローグ、仮面ライダーグランドジオウ、仮面ライダーバルカン シューティングウルフ、仮面ライダーバルキリー ラッシングチーター、仮面ライダー滅 スティングスコーピオン、仮面ライダー迅 フライングファルコン、ライズホッパー、ウルトラマンタイガ トライストリウム、ウルトラマンタイタス、ウルトラマンジョーニアス、ウルトラウーマングリージョ、ウルトラダークキラー、ウルトラマンオーブダークネス、ウルトラマンゼロダークネス、ウルトラマンエース、ヒッポリト星人、タイラント、孫悟空（界王拳）、大猿ベジータ、ブルマのバイク-capsule.NO.9-、ギニュー、孫悟空-少年期- -Event Exclusive Color Edition-、ブルマ-Event Exclusive Color Edition-、アルティメット孫悟飯-Event Exclusive Color Edition-、ゴールデンフリーザ-Event Exclusive Color Edition-、ゴクウブラック-スーパーサイヤ人 ロゼ- -Event Exclusive Color Edition-、魂STAGE-Event Exclusive Color Edition-、エターナルセーラームーン、スーパーセーラームーン-Eternal edition-、スーパーセーラーちびムーン-Eternal edition-、江戸川コナン -追跡編-、キュアアンジュ
  - 真骨彫製法 - 仮面ライダーオーズ（タジャドル コンボ、ラトラーター コンボ、サゴーゾ コンボ、シャウタ コンボ）、仮面ライダー電王 ソードフォーム、仮面ライダーダークキバ、仮面ライダークウガ（ドラゴンフォーム、ペガサスフォーム、タイタンフォーム）
- S.H.MonsterArts - バーニング・ゴジラ（2019）
- Figuarts mini - 竈門炭治郎、竈門禰󠄀豆子、我妻善逸、石神千空、セーラースターヒーラー、セーラースターファイター、セーラースターメイカー、暁美ほむら、美樹さやか、佐倉杏子、巴マミ、碇シンジ、渚カヲル、アヤナミレイ（仮称）、式波・アスカ・ラングレー、真希波・マリ・イラストリアス、アイリエッタ・ラッシュ
- Figuarts ZERO - うずまきナルト-疾風伝- 絆 Relation、うちはサスケ-疾風伝- 絆 Relation、竈門炭治郎-水の呼吸-、麃公、スーパーサイヤ人ゴッドスーパーサイヤ人ゴジータ -Event Exclusive Color Edition-
- ジャンボソフビフィギュア - 龍神丸
- ガシャポン - 魔神英雄伝ワタル カプセルラバーマスコット
- 食玩 - 魔神英雄伝ワタル 魔神SAGA
- バンコレ - 魔神英雄伝ワタル Tシャツ
- NXEDGESTYLE - 龍激丸、煌龍丸、龍虎丸、聖龍丸、幻龍丸、邪戦角、夏鬼丸、第10の使徒、第4の使徒、エヴァンゲリオン 8号機β 臨時戦闘形態、シン・エヴァンゲリオン 劇場版より、エヴァンゲリオン初号機（夜間戦闘仕様）
- 聖闘士聖衣神話EX - サジタリアス星矢（闇）、ベータ星メラクハーゲン、レオアイオリア SAINTIA SHO COLOR EDITION、ジェミニサガ SAINTIA SHO COLOR EDITION、タウラスアルデバラン ～ORIGINAL COLOR EDITION～、キャンサーデスマスク ～ORIGINAL COLOR EDITION～、カプリコーンシュラ ～ORIGINAL COLOR EDITION～
- 聖闘士聖衣神話 - ペガサス星矢 初期青銅聖衣<原作版>、パーヴォマユラ
- 魂EFFECT - ENERGY AURA RED Ver.
- PROPLICA - クライシスムーンコンパクト-Eternal edition-、ちびムーンコンパクト-Eternal edition-、ムーンカレイドスコープ-Eternal edition-、ソウルジェム

### TAMASHII NATION 2020
キャッチコピーは「大人だって、楽しんでいいんだ！」。開催期間は2020年11月6日～8日。オンライン開催。
主な開催記念商品
購入上限数は全種1個。オンライン開催のため会場での販売・受け渡しはない。イベント後、インターネットで受注（★）・抽選（☆）販売される。
- ★S.H.Figuarts 仮面ライダーゼロワン シャイニングホッパー
- ☆S.H.Figuarts（真骨彫製法） 仮面ライダーオーズ タマシー コンボ
- ☆S.H.Figuarts ウルトラマンゼロ10周年 Special Color Ver.
- ☆METAL BUILD デスティニーガンダム SOUL RED Ver.
- ☆ROBOT魂 <SIDE MS>RX-78/C.A キャスバル専用ガンダム ver.A.N.I.M.E
- ☆聖闘士聖衣神話EX サジタリアス星矢 GOLD24

特別開催記念商品
11月6日～9日の期間限定販売。
- Figuarts mini - 竈門炭治郎 -ヒノカミ神楽-
- ★S.H.Figuarts - 仮面ライダーゼロワン リアライジングホッパー

主な参考出品
- 超合金魂 - コン・バトラーV＆南原コネクション、ドルギラン、ダイレオン、クロスエイダーセット、GX-44S 太陽の使者 鉄人28号VSブラックオックス、Gアームライザー、GX-96 ゲッターロボ號、ゲッターノワール・G、ゲットマシン（ゲッターノワール）、ゲッターノワール1号機、ゲッターノワール2号機、ゲッターノワール3号機、ゲッターアーク、ゲッターロボD2、ゲッターカーン、ゲットマシン（ゲッターアーク）、ゲッターキリク、ゲッターザウルス
- DX超合金 - VF-31Sジークフリード（プロジェクションユニット装備）、VF-31Jジークフリード（プロジェクションユニット装備）、VF-1D バルキリー、VF-1Jアーマードバルキリー（一条輝機）、VF-1Sアーマードバルキリー（ロイ・フォッカー機）、VF-1Jアーマードバルキリー（マクシミリアン・ジーナス機）
- DX超合金魂 - 大空魔竜
- 超合金 - パックマン
- METAL BUILD - ガンダムアストレイ ゴールドフレーム天ミナ 天空の皇女Ver.、ローエングリンランチャー、ガンダムアストレイ レッドドラゴン、ダブルオーガンダム セブンソード/Gインスペクション、ジャスティスガンダム、ストライクガンダム＆グランドスラム、ガンダムデュナメスリペアⅢ、龍神丸
- METAL STRUCTURE 解体匠機 - MSN-04 サザビー
- GUNDAM FIX FIGURATION METAL COMPOSITE（G.F.F.M.C）  - MS-06R-1A 高機動型ザクⅡ、MS-05 ザクⅠ（黒い三連星機）、RGM-79 ジム、RGM-79 ジム（スレッガー小隊Ver.）
- ROBOT魂
  - <SIDE MS> ゾンド・ゲー
  - <SIDE MS> ver.A.N.I.M.E. - ザクⅡF2型 キンバライド基地仕様、MS-09F/TROP ドム・トローペン キンバライド基地仕様、AGX-04 ガーベラ・テトラ、TGM-79 ジム・トレーナー、RGM-79L ジム・ライトアーマー、エフェクトパーツセット2、MS-06F-2 ザクⅡF2型 ノイエン・ビッター機
  - Ka signature - ペーネロペー（機動戦士ガンダム 閃光のハサウェイVer.）、Zガンダム、メガ・バズーカ・ランチャー、百式、ガンダムMK-Ⅱ、メガライダー、フライングアーマー
  - <SIDE BH> - ギガン、ムガ、シャドウ、リュージュ
  - <SIDE EVA> - エヴァンゲリオン2号機+S型装備-新劇場版-、エヴァンゲリオン新2号機α
  - <SIDE MASHIN> - 黒龍角、ガッタイダー（重塗装仕様）、龍蒼丸
  - <SIDE AB> - ゼルバイン
  - <SIDE TA> - 骨嵬（朱天）
- METAL ROBOT魂
  - <SIDE MS> - Hi-νガンダムH.W.S、リ・ガズィ・カスタム、ガンダムバエル、武装セット、フォースインパルスガンダム、ジャスティスガンダム、バーサル騎士ガンダム（リアルタイプver.）、ウイングガンダムゼロ
- HI METALR - マーシィドッグ、ダイビングビートル、ベルゼルガWP、ドラグナー1カスタム、ドラグナー2カスタム、ドラグナー3withリフター、ソルティック H8 ラウンドフェイサー＆インステッドセット、エルガイムMk-Ⅱ、アシュラ・テンプル
- S.H.Figuarts - アタリー・アリエル、バック・アロウ、エルシャ・リーン、トライドベンダー、仮面ライダー亡、仮面ライダーアークゼロ、アズ、仮面ライダー雷、仮面ライダーエデン、仮面ライダーカリバー ジャアクドラゴン、仮面ライダーエスパーダ ランプドアランジーナ、仮面ライダービルド ジーニアスフォーム、対怪獣特殊空挺機甲1号機 セブンガー、ウルトラマンゼット オリジナル、ジャグラス ジャグラー（ニュージェネレーションエディション）、ウルトラマンジード ギャラクシーライジング、ウルトラマンレオ、ウルトラウーマン グリージョ、ウルトラマンリブット、ランチ、孫悟空の腹八分目セット、ヒット、スーパーサイヤ人フルパワー孫悟空、スーパーサイヤ人2孫悟空、ヤムチャ、天津飯、餃子、ナッパ -サイヤ人襲来-、ベジータ -誇り高きサイヤ人の王子-、ブルマ -ナメック星編-、セル 抜け殻、ブラック・ウィドウ（スノースーツ）、アイアンパトリオット（アベンジャーズ/エンドゲーム）、ソー -（AVENGERS ASSEMBLE） EDITION-、ハルク -（AVENGERS ASSEMBLE） EDITION-、キャプテン・アメリカ -（AVENGERS ASSEMBLE） EDITION-、ワンダーウーマン ゴールドアーマー（WW84）、アイアンマンマーク6 -（BATTLE OF NEW YORK）EDITION-、レムナント・ストームトルーパー（STAR WARS: The Mandalorian）、スカウト・トルーパー＆スピーダーバイク（STAR WARS: The Mandalorian）、
  - 真骨彫製法 - 仮面ライダーダークキバ、仮面ライダーキバ エンペラーフォーム、仮面ライダーゼロノス アルタイルフォーム、仮面ライダーオーズ サゴーゾ コンボ、仮面ライダークウガ ライジングアルティメットフォーム
- Figuarts mini - アタリー・アリエル、バック・アロウ、エルシャ・リーン、マレウス・ドラコニア、リドル・ローズハート、レオナ・キングスカラー、アズール・アーシェングロット、カリム・アルアジーム、ヴィル・シェーンハイト、イデア・シュラウド、リムル＝テンペスト、石神千空、あさぎりゲン
- Figuarts ZERO - 石神千空、スーパージャネンバ、胡蝶しのぶ 蟲の呼吸、嘴平伊之助 獣の呼吸、光月おでん
- 魂之工房 - 仮面ライダーW、ウルトラマンベリアル
- 聖闘士聖衣神話EX - ペガサス星矢（神聖衣）、ガルーダアイアコス～ORIGINAL COLOR EDITION～、グリフォンミーノス～ORIGINAL COLOR EDITION～、ペガサス星矢（最終青銅聖衣）、ライブラ紫龍 GOLD24、アクエリアス氷河 GOLD24
- 聖闘士聖衣神話 - アウリガカペラ
- S.H.MonsterArts - ゴジラ（1989）、ジンオウガ
- IMAGINATION WORKS - モンキー・D・ルフィ
- DYNACTION - 汎用ヒト型決戦兵器エヴァンゲリオン2号機
- NXEDGESTYLE
  - [MS UNIT] - ロードアストレイΩ
  - [MASHIN UNIT] - 新星邪虎丸、真・夏鬼丸、新星龍神丸（宇宙界バージョン）、ゴーストン
- TAMASHII Lab - サタンサーベル
- PROPLICA - 日輪刀（煉󠄁獄杏寿郎）、夜空の剣、バインドワッパー
- ポピニカ魂 - 金田のバイク
- その他 - パクパク パックマン、コロニージオラマ台座、ムガ、粘土龍神丸、リムル＝テンペスト

### TAMASHII NATION 2021
キャッチコピーは『ダイスキが見つかる、魂のネットワーク』。開催期間は2021年11月19日～21日。オンライン開催。
バーチャルワールド
- ロボットシティ
- アニメ&ゲームシティ
- ライブアクションシティ

配信番組
- 18日
  - 21:00～ TAMASHII NATION ONLINE 2021オープニングセレモニー & SPECIAL LIVE - FLOW、市川紗椰、マックスウェル・パワーズ（MC）
- 19日
  - 19:00～ GUNDAM FIGURES LIVE＠TAMASHII NATION ONLINE 2021 - 市川紗椰、山口勝平、長谷川裕一、緑川光、出渕裕（VTR出演）、綾見優希（MC）
  - 21:00～ TAMASHII NATION ONLINE 2021 ゆるっとレビュー －開催記念商品編－ - 佐藤ピリオド、ヲタファ、岩下スティーブン、綾見優希（MC）
  - 22:00～ TAMASHII NATION ONLINE 2021 SPECIAL LIVE ACT 1 - 玉置成実
- 20日
  - 10:00～ ULTRA GALAXY FIGHT 運命の衝突×TAMASHII NATION ONLINE 2021スペシャル配信 - 平野宏周、寺坂頼我、坂本浩一、土屋神葉、潘めぐみ
  - 11:00～ マクロス進宙式典 2021 - 宮武一貴、速水奨、中島愛、鈴木みのり、JUNNA、河森正治（VTR出演）、大西加紋、畠中雄一、マイケル・リーバス（MC）
  - 13:00～ 【テック・オン・アベンジャーズ誕生秘話】Behind the Cover: Marvel's New Comic Sensation, TECH-ON AVENGERS! - C.B.セブルスキー、トム･ブリーヴォート、清水栄一、オレスカ・ジュリアン、小西諒、ガイタノ・トタロ（MC）
  - 18:00～ ロボット大集合 スペシャル - 第1部 寺田貴信、最上頌平、ヲタファ、がっつきたいか（MC）、第2部 大竹克章、寺田貴信、五十嵐浩司、市川紗椰、ヲタファ、綾見優希（MC）
  - 22:00～ TAMASHII NATION ONLINE 2021 SPECIAL LIVE ACT 2 - 遠藤正明
- 21日
  - 10:00～ 『仮面ライダーBLACK SUN』キャラクターデザイン発表特別配信番組 - 樋口真嗣、田口清隆、白倉伸一郎、篠宮暁（MC）
  - 11:00～ TAMASHII NATIONS presents SUPER TOKUSATSU TIME - 駒木根葵汰、浅沼晋太郎、ジュラン、ガオーン、ブルーン、マジーヌ（ジュラン以下VTR出演）
  - 13:30～ ボディちゃん-矢吹健太朗-活用! 人気イラストレーター 絵描きレクチャーLIVE - 徳井青空、矢吹健太朗（VTR出演）、岸田メル、NaBaBa、赤羽根健治（MC）
  - 15:00～ TAMASHII NATION ONLINE 2021 ゆるっとレビュー －特撮編－ - 岩下スティーブン、綾見優希（MC）
  - 18:00～ TAMASHII NATION ONLINE 2021 ゆるっとレビュー －アニメ編－ - 佐藤ピリオド、桂正和、綾見優希（MC）
  - 21:00～ TAMASHII NATION ONLINE 2021 エンディング

企画
- ナメック星で願いを叶えよう!?プロジェクト

主な開催記念商品
購入上限数は全種1個。オンライン開催のため会場での販売・受け渡しはない。イベント後、インターネットで受注（★）・抽選（☆）販売される。
- ☆S.H.Figuarts 仮面ライダーゼロワン ヘルライジングホッパー
- ☆S.H.Figuarts（真骨彫製法） 仮面ライダーオーズ スーパータトバ コンボ
- ☆聖闘士聖衣神話EX ジェミニサガGOLD24
- ☆Figuarts ZERO 竈門炭治郎 -水の呼吸-Special Color Edition
- ★S.H.Figuarts ウルトラマンゼット アルファエッジ Special Color Ver.
- ☆METAL BUILD 10th Anniversary トランザムライザー Full Particle ver.
- ☆超合金魂 GX-70SP マジンガーZ D.C. 2021 Special Color Ver.
- ☆ROBOT魂 <SIDE MS> FA-78-1フルアーマーガンダム ver. A.N.I.M.E. ～リアルマーキング～

主な参考出品
- 超合金魂 - 真ゲッター1、MFS-3 3式機龍、GX-100X ガイキング＆大空魔竜強化型オプションセット、キングエクスカイザー、プライヤーズ、超竜神、ガオファイガー、レプリガオガイガー
- DX超合金 - VF-31AX カイロスプラス（ハヤテ・インメルマン機）対応スーパーパーツセット
- 超合金 - RX-78F00 GUNDAM & GUNDAM-DOCK　-elaborate model-、獅子王凱（エヴォリュダー・ガイ）
- METAL BUILD - Hi-νガンダム、ストライクノワール、プロヴィデンスガンダム、ストライクルージュ エール装備
  - DRAGON SCALE - 紅蓮聖天八極式、サーバイン
- GUNDAM FIX FIGURATION METAL COMPOSITE（G.F.F.M.C） - MS-06R-2 ジョニー・ライデン専用高機動型ザクII、MS-06R-1A シン・マツナガ専用高機動型ザクII、ガンダムデスサイズ（EW版）
- ROBOT魂
  - <SIDE MS>  - アンカーガンダム、ファントムガンダムV2
  - <SIDE MS> ver.A.N.I.M.E. - 第08MS小隊オプションパーツセット02、RX-75 量産型ガンタンク、ジオラマ台座
  - Ka signature - Ξガンダム（機動戦士ガンダム 閃光のハサウェイVer.）
  - <SIDE AMAIM> - ジョウガン、レイキ
  - <SIDE ANTIBODY> - ネリーブレン、ヒメブレン、ユウブレン
  - <SIDE EVA> - エヴァンゲリオンMark.06
  - <SIDE AB> - スカルマ、ボゾン一般用＆オーラバトラー製作台セット
- METAL ROBOT魂
  - <SIDE MS> - フルドド＆アドバンスドパーツセット、リ・ガズィ・カスタム
- HI METALR - VF-1Sスーパーバルキリー （一条輝機）、フェニックス（ロイ・フォッカー機）
- シリーズ名不明 - VF-25F with ランカ・リー、VF-1S with リン・ミンメイ
- S.H.Figuarts - キャプテン・アメリカ（テック・オン・アベンジャーズ）、ブラック・パンサー（テック・オン・アベンジャーズ）、キャプテン・マーベル（テック・オン・アベンジャーズ）、スパイダーマン（テック・オン・アベンジャーズ）、ウルヴァリン（テック・オン・アベンジャーズ）、トウカイテイオー、ライスシャワー、アブソリュートタルタロス、キリエロイド、トリガーダーク、ウルトラマントリガー スカイタイプ、テクターギアゼロ、ディアゴスピーディー、バトルホッパー、仮面ライダーバルカン ローンウルフ、仮面ライダーゼロツー（イズVer.）、仮面ライダーリバイ レックスゲノム、仮面ライダーバイス レックスゲノム、仮面ライダーサーベラ 昆虫大百科、仮面ライダーセイバー プリミティブドラゴン、仮面ライダーデュランダル オーシャンヒストリー、仮面ライダーBLACK SUN、キラ・ヤマト、モフ・ギデオン（STAR WARS: The Mandalorian）、バーナビー・ブルックスJr. Style3、ワイルド・タイガー Style3、デュークモン -Premium Color Edition-、孫悟飯-戦闘服-、クリリン-戦闘服-、ガンマ1号、ガンマ2号、セル 第一形態、人造人間20号、ウェンウー（シャン・チー／テン・リングスの伝説）
  - 真骨彫製法 - ウルトラマンティガ パワータイプ、仮面ライダーV3、ライダーマン、仮面ライダーX、仮面ライダーアマゾン、仮面ライダーストロンガー、仮面ライダーサガ、仮面ライダーディケイド コンプリートフォーム21、デネブイマジン、仮面ライダーゼロノス ゼロフォーム
- Figuarts mini - ウルトラマンゼット オリジナル、ナツカワハルキ、ウルトラマントリガー マルチタイプ、マナカケンゴ、脹相、宿儺、狗巻棘、パンダ、禪院真希、ロイド・フォージャー、アーニャ・フォージャー、ヨル・フォージャー、鏑木・T・虎徹、バーナビー・ブルックス Jr.、獅子王司、コハク
- Figuarts ZERO - ウルトラマンティガ マルチタイプ、小舟潮、宿儺、あさぎりゲン、スーパーサイヤ人孫悟空-クリリンのことかーっ!!!!!-、うずまきナルト（新素体）、うちはサスケ（新素体）、春野サクラ
- 魂之工房 - ウルトラマンティガ -THE FINAL ODYSSEY-、仮面ライダーW -FOREVER:A TO Z/THE GAIA MEMORIES OF FATE-
- 聖闘士聖衣神話EX - ガルーダアイアコス ～ORIGINAL COLOR EDITION～、白羊宮台座セット、金牛宮台座セット、双児宮台座セット、巨蟹宮台座セット、獅子宮台座セット、処女宮台座セット、磨羯宮台座セット、宝瓶宮台座セット、双魚宮台座セット、天秤宮台座セット、天蝎宮台座セット、人馬宮台座セット、オーディーン星矢、パンドラ、死を司る神タナトス
- 聖闘士聖衣神話 - ケンタウルスバベル、鋼鉄聖闘士ランドクロス大地＜リバイバル版＞、鋼鉄聖闘士マリンクロス潮＜リバイバル版＞、ポラリスヒルダ＜リバイバル版＞
- S.H.MonsterArts - へドラ 50周年特別記念セット
- DYNACTION - ウルトラマンゼロ
- NXEDGESTYLE
  - [MASHIN UNIT] - 月光龍神丸、超魔神龍神丸、白虎龍神丸、鳳凰龍神丸、龍神丸
  - [EVA UNIT] - EVA初号機 F型装備、EVA弐号機 F型装備、EVA零号機 F型装備
- PROPLICA - ストレージバングル（バーナビー・ブルックスjr.）、ストレージバングル（鏑木・T・虎徹）

### TAMASHII NATION 2022
開催期間は2022年11月18日-20日。開催場所はベルサール秋葉原とTAMASHII NATIONS STORE TOKYO。入場料は無料。
来場特典
- FIGURE POSING BOOK &アーセナルベース『ガンダム・エアリアル』『スレッタ・マーキュリー』プロモーションカード 2種セット（1F）、『聖闘士星矢 海皇再起 RERISE OF POSEIDON』試し読み冊子（2F）

スタンプラリー
- 秋葉原9か所、オンライン2か所。ベルサール秋葉原展示会場（1F、B1、2F）、TAMASHII NATIONS STORE TOKYO、ビックカメラ AKIBA、ヨドバシカメラ マルチメディア Akiba、イエローサブマリン　秋葉原本店★ミント、エディオンAKIBA、ソフマップAKIBAアミューズメント館、TAMASHII NATION 2022イベントサイト ＊「CLUB TAMASHII MEMBERS」会員限定

スペシャル
- 「アイドルマスター ミリオンライブ!」とのコラボ - 天海春香、四条貴音、桜守歌織、七尾百合子がブランドアンバサダーに就任

配信番組
- 17日
  - 19:30 - TAMASHII NATION 2022 オープニングセレモニー - T.M.Revolution、天海春香、四条貴音、桜守歌織、七尾百合子、マックスウェル・パワーズ（MC）、綾見優希（MC）
- 18日
  - 19:00 - GUNDAM FIGURES LIVE ＠TAMASHII NATION 2022 『SEED』＆『00』編 - 水島精二、保志総一朗、綾見優希（MC）、BANDAI SPIRITS 企画担当
- 19日
  - 10:00 - ウルトラマンコネクション TAMASHII NATION スペシャル配信 ウルトラギャラクシーファイト編 - 仲村宗悟、松本大輝、金子隼也、サーベル暴君 マグマ星人、ショーン・ニコルス、坂本浩一
  - 19:00 - TAMASHII NATION 2022開催記念 『マクロスF』を一緒に観よう！特番 - 遠藤綾、豊口めぐみ、畠中雄一（ビックウエスト、MC）
- 20日
  - 10:00 - TAMASHII NATIONS presents スぺシャルライダーアーツday - 簡秀吉、佐藤瑠雅、篠宮暁（MC）、鈴木福、西島秀俊・中村倫也※映像出演
  - 18:00 - GUNDAM FIGURES LIVE ＠TAMASHII NATION 2022 『機動戦士ガンダム 水星の魔女』編 - 市ノ瀬加那、Lynn、綾見優希（MC）、BANDAI SPIRITS 企画担当

主な開催記念商品
購入上限数は全種1個。会場での販売・受け渡しはない。イベント後、インターネットで受注（★）・抽選（☆）販売される。
- ★S.H.Figuarts 仮面ライダー ジャックリバイス
- ☆S.H.Figuarts（真骨彫製法）仮面ライダー旧1号
- ☆S.H.Figuarts ゼンカイザーブラック
- ☆S.H.Figuarts イーヴィルトリガー
- ☆METAL BUILD ストライクノワールガンダム（オルタナティブストライク Ver.）
- ☆ROBOT魂 <SIDE MS> MS-07B グフ＆ド・ダイ YSセット ver. A.N.I.M.E. ～リアルタイプカラー～

特別開催記念商品
2022年11月20日の配信番組内で発表された。11月20日-29日までの期間限定受注品。
- ★S.H.Figuarts 仮面ライダーセイバー プリミティブドラゴン

主な参考出品
- 超合金魂 - ドラゴンカイザー、GX-08R アフロダイA、GX-09R ミネルバ X、GX-10R ボスボロット、GX-11R ダイアナン A、ライン X1、グレンゴースト C3、電子星獣ドル&ギラン円盤、超次元戦闘母艦 グランドバース、グレンラガン、レブリガイガー、ガオファイガー、超竜神、キングエクスカイザー
- DX超合金 - VF-19改 ファイヤーバルキリー、、VF-25G スーパーメサイアバルキリー（ミハエル・ブラン機）リバイバル Ver.、劇場版 VF-1S ストライクバルキリー（一条輝機）メカニックエディション、Sv-262Hs ドラケンⅢ（ボーグ・コンファールト機）赤騎士 Ver.、VF-31AX カイロスプラス（ミラージュ・ファリナ・ジーナス機）対応スーパーパーツセット、VF-31AX カイロスプラス（ミラージュ・ファリナ・ジーナス機）対応アーマードパーツセット、VF-31AX カイロスプラス（ボーグ・コンファールト機）対応スーパーパーツセット、VF-31AX カイロスプラス（ボーグ・コンファールト機）対応アーマードパーツセット、VF-31AX カイロスプラス（チャック・マスタング機）、VF-31AX カイロスプラス（アラド・メルダース機）、YF-21 シュトゥルムフォーゲル（ガルド・ゴア・ボーマン機）
- 超合金 - デイジーオーガ、宇宙刑事シャリバン&モトシャリアン、宇宙刑事シャイダー、バスターマシン7号、カンチ（赤）、カンチ（緑）、獅子王凱（エヴォリュダー・ガイ）
- METAL BUILD - ライトニングストライカー（オルタナティブストライクver.）、ディバインストライカー、プロヴィデンスガンダム、MS-18E ケンプファー、龍王丸、ランスロット・アルビオン、サーバイン、真ゲッター1、真ゲッターロボ タラク
  - DRAGON SCALE -
- GUNDAM FIX FIGURATION METAL COMPOSITE（G.F.F.M.C） - ガンダムデスサイズヘル（EW版）、RGM-79 ジム（スレッガー搭乗機）、MS-05 ザクⅠ、MS-06GD 高機動型ザク（地上用）、MS-06R-1A シャア専用高機動型ザクⅡ、グフ
- ROBOT魂
  - <SIDE MS>  - ファントムガンダムV2、ファントムガンダムV2 改、MSN-04 サザビー&オプションパーツセット
  - <SIDE MS> ver.A.N.I.M.E. - ディランザ・グエル、ガンダム・エアリアル用エフェクトセット、ガンダム・ファラクト、ミラソウル社製フライトユニット装備、UMF-5 ゾノ、ZGMF-515 シグー、ZGMF-1017 ジン（ミゲル・アイマン機）、AQM/E-X02 ソードストライカー&エフェクトパーツセット、TMF/A-803 ラゴゥ、FX-550 スカイグラスパー、RX-78-2 ガンダム（ロールアウトカラー）&『プラモ狂四郎』スペシャルパーツセット、MS-07H-8 グフ・フライトタイプ、MS-06F-2 ザクⅡ F2（測距手用）、AGX-04A1 ガーベラ・テトラ 改、RX-78GP00 ガンダム試作0号機ブロッサム、MS-14Fs ゲルググM指揮官機（シーマ・ガラハウ機）～リリー・マルレーン発艦仕様～、RX-78GP04G ガンダム試作4号機 ガーベラ
  - Ka signature - νガンダム、Hi-ν ガンダム、百式、百式改、フルアーマー百式改
  - <SIDE ANTIBODY> - ネリーブレン（再リバイバル前）、ナンガブレン、ラッセブレン、ユウブレン
  - ver.A.N.I.M.E. - TMF/A-802 バクゥ、MS-06F ザクⅡ（砲手用）
- METAL ROBOT魂
  - <SIDE MS> - ガンダムアクエリアス、ガンダム TR-1 [ヘイズル改]（実戦配備カラー）&オプションパーツセット、ガンダム TR-6 [ウーンドウォート・ラー Ⅱ]パーツセット、ネオブラックドラゴン（リアルタイプver.）、スペリオルドラゴン（リアルタイプver.）、コマンドガンダム（リアルタイプver.）
  - <SIDE AB> - ビルバイン（最終決戦）
- GUNDAM UNIVERSE - XVX-016 GUNDAM AERIAL、OZ-00MS2 TALL GEESEⅡ、ASW-G-08 GUNDAM BARBATOS LUPUS REX、GF-13-017 NJ SHINING GUNDAM
- 解体匠機 - MSN-04 サザビー専用オプションパーツ レウルーララボラトリー
- HI METALR - オーガス、レッドショルダーカスタム、VF-0D フェニックス（工藤シン機）、SDR-04-MKⅦ デストロイド・ファランクス、MBR-04-MKⅥ デストロイド・トマホーク、リガード 偵察型、クァドラン・ロー、VF-1J アーマードバルキリー（一条輝機）リバイバル Ver.、VF-1A バルキリー（柿崎速雄機）、VF-1A バルキリー（マクシミリアン・ジーナス機）、VF-19改 ファイヤバルキリー
- TINY SESSION - クァドラン・レア（クラン・クラン機）、クラン・クラン（マイクローン化）、早乙女アルト、YF-29 デュランダルバルキリー（早乙女アルト機）、シェリル・ノーム（ライオン衣装）、VF-25S メサイアバルキリー（オズマ・リー機）、ランカ・リー（制服）、VF-19改 ファイヤバルキリー、熱気バサラ、ミレーヌ・フレア・ジーナス、花束の少女、YF-29 デュランダルバルキリー（マクシミリアン・ジーナス機）、ミラージュ・ファリーナ・ジーナス（ステージ衣装）、VF-31AX カイロスプラス（ハヤテ・インメルマン機）、ハヤテ・インメルマン、闇レイナ、闇マキナ、闇雲、闇フレイア、闇カナメ
- シリーズ名不明 - DX RX78-F00 GUNDAM、SDF-1 マクロス
- S.H.Figuarts - ミオリネ・レンブラン、キラ・ヤマト、仮面ライダー滅 アークスコーピオン、アズ、仮面ライダーアークワン、仮面ライダーギーツ ブーストマグナムフォーム、仮面ライダータイクーン ニンジャフォーム、仮面ライダーバッファ ゾンビフォーム、仮面ライダーゼロツー、仮面ライダーデストリーム、南光太郎（仮面ライダーBLACK SUN）、秋月信彦（仮面ライダーBLACK SUN）、ドンムラサメ、メフィラス（シン・ウルトラマン）、ウルトラマンジョーニアス、ウルトラマント、アブソリュートタルタロス、アブソリュートディアボロ、ウルトラマントリガー パワータイプ、ULTRAMAN SUIT ACE -the  Animation-、ULTRAMAN SUIT ZOFFY -the  Animation-、ULTRAMAN SUIT JACK -the  Animation-、ウマ娘 プリティーダービー スペシャルウィーク（日之本一の総大将）、ウマ娘 プリティーダービー サイレンススズカ、ウマ娘 プリティーダービー オグリキャップ、ウマ娘 プリティーダービー タマモクロス、パワー、サムライソード、孫悟飯ビースト、ベジータ、オレンジピッコロ、人造人間20号、人造人間19号、ヤムチャ、モンキー・D・ルフィ -鬼ヶ島討入-、うずまきナルト -意外性No.1のドタバタ忍者-、うちはサスケ -うちはの血を宿す天才忍者-、ボディちゃん - スポーツ - Edition DX SET (BIRDIE WING Ver.)、ボディくん - スポーツ -Edition DX SET (Gray Color Ver.) 、ボディちゃん - スポーツ -Edition DX SET (Gray Color Ver.) 、カーネイジ（ヴェノム：レット・ゼア・ビー・カーネイジ）、ブラック・アダム（ブラック・アダム）、ブラック・パンサー（テック・オン・アベンジャーズ）
  - 真骨彫製法 - 仮面ライダークウガ ライジングドラゴン、仮面ライダークウガ ライジングペガサス、仮面ライダークウガ ライジングタイタン、ライダーマン、ゴーカイレッド
- Figuarts mini - 姫野、早川アキ、パワー、チェンソーマン、デンジ、マキマ、コベニ、ラム、諸星あたる&テン
- 聖闘士聖衣神話EX - ガンマ星フェクダトール、フェニックス一輝（最終青銅聖衣）、キグナス氷河（最終青銅聖衣）、ペガサス星矢（神聖衣）、オーディーン星矢、白羊宮台座セット、金牛宮台座セット、双児宮台座セット、巨蟹宮台座セット、獅子宮台座セット、処女宮台座セット、天秤宮台座セット、天蝎宮台座セット、人馬宮台座セット、磨羯宮台座セット、宝瓶宮台座セット、双魚宮台座セット
- 聖闘士聖衣神話 - ペガサス星矢 初期青銅聖衣＜原作版＞、ポラリスヒルダ -オーディーンの地上代行者-、ホエールモーゼス、リザドミスティ＜リバイバル版＞
- S.H.MonsterArts - ガメラ（1999）京都決戦 Ver.、イリス、ガイガン（1972）
- NXEDGESTYLE - ディジー・オーガ
  - [MASHIN UNIT] - 月光龍神丸、戦国龍神丸、戦国戦神丸
- PROPLICA - 日輪刀（富岡義勇）、VANITIM
- 名将 MOVIE REALIZATION - 大名ボバ・フェット、足軽ストームトルーパー（レムナント）、用心棒マンダロリアン&グローグー

### TAMASHII NATION 2023
キャッチコピーは『フィギュアでつながる、好きがひろがる』。開催期間は2023年11月17日-19日。開催場所はベルサール秋葉原1F・B1F、秋葉原UDX2FのAKIBA SQUARE、TAMASHII NATIONS STORE TOKYO。入場料は無料。
会場マップ
- ROBOT WORLD（UDX2F）
- FIGURE WORLD（ベルサール秋葉原1F）
- SAINT SEIYA WORLD（ベルサール秋葉原B1F）
- TAMASHII NATIONS STORE TOKYO

来場特典
- FIGURE WORLD：ライドケミートレカ「仮面ライダーネクストファイズ」、機動戦士ガンダムSEED FREEDOMステッカーA
- SAINT SEIYA WORLD：聖闘士星矢 黄金聖闘士イラストカードA
- ROBOT WORLD：機動戦士ガンダムSEED FREEDOMステッカーB、聖闘士星矢 黄金聖闘士イラストカードB
- TAMASHII NATIONS STORE TOKYO：機動戦士ガンダムSEED FREEDOMステッカーC、聖闘士星矢 黄金聖闘士イラストカードC
- 全フロア：TAMASHII NATION 2023 FIGURE POSING BOOK

CLUB TAMASHII MEMBERS 登録者限定 商品購入特典
- TAMASHII NATION 2023 ORIGINAL MEMO PAD

スタンプラリー
- TAMASHII NATIONS STORE TOKYO、イエローサブマリン 秋葉原本店★ミント、エディオンAKIBA、ソフマップAKIBAアミューズメント館、ビックカメラ AKIBA、ヨドバシカメラ マルチメディア Akiba

配信
- 16日
  - 19:00 - フィギュアーツTV - 篠宮暁（オジンオズボーン、MC）、上西哲平

- 17日
  - 9:00 - プロローグ
  - 11:00 - 怪獣8号
  - 12:00 - S.H.MonsterArts
  - 13:00 - NARUTOシリーズ

- 18日
  - 11:00 - テイルズ オブ アライズ
  - 12:00 - SANDLAND
  - 13:00 - ドラゴンボールシリーズ
  - 15:00 - SHY

- 19日
  - 9:00 - SAINT SEIYA WORLD
  - 10:00 - マクロスシリーズ
  - 11:00 - GUNDAM UNIVERSE
  - 12:00 - SPY×FAMILY
  - 14:00 - 鉄拳8
  - 15:00 - 聖闘士聖衣神話シリーズ組み換え選手権

主な開催記念商品
先着販売（CTM先行 オーシャンステージ以上 8月21日-23日）、抽選販売（CTM先行 スカイステージ以上 8月25日-28日）、事前抽選販売（9月1日-5日）、後日販売（11月17日-）。購入上限数は全種1個。配送のため会場での販売・受け渡しはない。事後販売での受注は★、抽選は☆を載せている。
- ☆S.H.Figuarts（真骨彫製法）グリッターティガ
- ☆S.H.Figuarts 仮面ライダーBLACK SUN（初変身Ver.）
- ★S.H.Figuarts（真骨彫製法）仮面ライダーオーズ タジャドルコンボ（最終回Ver.）
- ☆DX超合金 劇場版 VF-1S ストライクバルキリー（一条輝機）メカニックエディション
- ☆聖闘士聖衣神話 ペガサス星矢（初期青銅聖衣）＜原作版＞
- ☆METAL BUILD フリーダムガンダム CONCEPT 2 SNOW SPARKLE Ver.
- ☆ROBOT魂 <SIDE MS> XVX-016 ガンダム・エアリアル パーメットスコア・シックス ver. A.N.I.M.E.

主な参考出品
- 超合金魂 - 暗黒大将軍、GX-105D マジンガーZ 革進 -KAKUMEI SHINKA- ダメージバージョン、グレートマジンガー-革進 KAKUMEI SHINKA-、レプリガオガイガー
- DX超合金 - 劇場版 VT-1 スーパーオストリッチ
- GUNDAM FIX FIGURATION METAL COMPOSITE（G.F.F.M.C） - シャア専用高機動型ザクⅡ、ガンダムデスサイズ（EW版）ルーセット装備
- ROBOT魂
  - <SIDE MS>  - ファントムガンダム V2 / V2改 コンパチブルセット
  - <SIDE MS> ver.A.N.I.M.E. - RMS-099 リック・ディアス（クワトロ・バジーナ カラー）、RMS-099 リック・ディアス、RMS-106 ハイザック、RX-178 ガンダム Mk-Ⅱ（エゥーゴ仕様）、MA-08 ビグ・ザム、XVX-016RN ガンダム エアリアル（改修型）～クワイエット・ゼロ～、MDX-0003 ガンダム・シュバルゼッテ、MD-0032G ディランザ グエル専用機、MSJ-R122 デミバーディング、EDM-GA-02 ガンダム・ルブリス・ソーン、EDM-GA-01 ガンダム・ルブリス・ウル、エフェクトパーツセット ～機動戦士ガンダム 水星の魔女～
    - <SIDE MS> - クスィーガンダム（機動戦士ガンダム 閃光のハサウェイver.）、シャア専用ディジェ、アムロ・レイ専用ディジェ

  - <SIDE AC> - IB-07:SOL 644 / Ayre
  - <SIDE AB> - ダンバイン（H.D.）、ガラバ
- METAL ROBOT魂
  - <SIDE MS> - ガンダム G-セルフ（パーフェクトパック）、コマンドガンダム、グリーンベレーガンダム、レッドベレーガンダム、ブラックベレーガンダム
  - Ka signature
    - <SIDE MS> - フルアーマー百式改、Z プラス（ブルー）、Z プラス（レッド）、ゼータプラス C2
- GUNDAM UNIVERSE - XVX-016 GUMDAM AERIAL PERMET SCORE SIX、GAT-X105＋AQM/E-X01 AILE STRIKE GUNDAM、RX-0 FULL ARMOR UNICORN GUMDAM、MSN-06X SINANJU
- METAL BUILD - インパルスガンダム、ガンダムデュナメス リペア、ガンダムアストレイ レッドフレーム（仮）、ガンダムアストレイ ゴールドフレーム（仮）、ガンダムアストレイ グリーンフレーム（仮）、ガンダムアストレイ ミラージュフレーム（仮）
  - DRAGON SCALE - ヴェルビン（コンセプトモデル）、龍王丸
- 解体匠機 - RX-178 ガンダム Mk-Ⅱ、RX-93 vガンダム専用オプションパーツ 武装強化プラン
- DIMENSION ART METAL - RX-0 ユニコーンガンダム
- HI METALR - ブラッドサッカー、スコープドッグ ターボカスタム、エルガイム Mk-Ⅱ、VF-19改 ファイヤーバルキリー、VF-11MAXL改 ミレーヌバルキリー、VF-17T改 ストームバルキリー、サウンドブースター
- TINY SESSION - YF-19（イサム・ダイソン機）with ミュン・ファン・ローン
- S.H.Figuarts - オートバジン（ビークルモード）、サイドバッシャー、ジェットスライガー、ゴルドラッシュ、仮面ライダーギーツⅨ、仮面ライダーナーゴ エントリーレイズフォーム＆エントリーレイズセット、仮面ライダー滅 アークスコーピオン、ウルトラマン＆エミ（ULTRAMAN:RISING）、ハンターナイトツルギ、レッドキング、グリーザ（第二形態）、ギャラクトロン、ベータスパークアーマー オプションパーツセット、アスラン・ザラ（機動戦士ガンダム SEED FREEDOM）（仮称）、グエル・ジェターク、ミケラの刃、マレニア、風間 仁、三島 一八、コラ（REBEL MOON-パート1:炎の子）、ジミー（REBEL MOON-パート1:炎の子）、スパイダー・パンク（スパイダーマン:アクロス・ザ・スパイダーバース）、アクアマン（アクアマン/失われた王国）、フラッシュ（ザ・フラッシュ）、インペリアル・アーマード・コマンドー（STAR WARS: The Mandalorian）、スカウト・トルーパー/スピーダーバイク（STAR WARS: The Mandalorian）、ストームトルーパー（レムナント）（STAR WARS: The Mandalorian）、フリーレン、フェルン、シールケ、不死のゾッド、マキマ、うずまきナルト -NARUTOP99 Edition-、春野サクラ -NARUTOP99 Edition-、波風ミナト -NARUTOP99 Edition-、竈門禰󠄀豆子、アンディ
  - 真骨彫製法 - 仮面ライダーネクストカイザ、仮面ライダーカイザ、キョウリュウレッド
- S.H.Figuarts ZERO - 
  - 超激戦 - うちはサスケ -万華鏡写輪眼の光と闇-、うちはイタチ -万華鏡写輪眼の光と闇-
- Figuarts mini - 魔女ラニ、姫、トーチャー・トルチュール、サンラク
- Figuarts ZERO - グレンダイザー、鋼鉄ジーグ、サジタリアス星矢
- 聖闘士聖衣神話EX - 蛇遣い座オデッセウス、セイレーンソレント（真鱗衣）、ペガサス星矢（神聖衣）、オーディーン星矢、フェニックス一輝（最終青銅聖衣）
- 聖闘士聖衣神話 - ホエールモーゼス
- S.H.MonsterArts - ジェットジャガー（1973）

### TAMASHII NATION 2024
キャッチコピーは『ココロ踊る、フィギュア体験』。開催期間は2024年11月15日-17日。開催場所はベルサール秋葉原1F・B1F、秋葉原UDX2FのAKIBA SQUARE、TAMASHII NATIONS STORE TOKYO。入場料は無料。
会場マップ
- ROBOT WORLD（UDX2F）
- ANIME ＆ GAME WORLD（ベルサール秋葉原1F）
- LIVE ACTION WORLD（ベルサール秋葉原B1F）

来場特典
- LIVE ACTION WORLD：ウルトラマンカードゲーム プロモーションカード（ウルトラマンゼロ）

主な開催記念商品
先着販売（CTM先行 オーシャンステージ以上 8月20日-22日）、抽選販売（CTM先行 スカイステージ以上 8月26日-28日）、事前抽選販売（9月2日-5日）、CTM先行 事後受注・抽選販売（11月15日-25日）、事後抽選販売（11月29日-12月2日）。購入上限数は全種1個。配送のため会場での販売・受け渡しはない。事後販売での受注は★、抽選は☆を載せている。
- ★S.H.Figuarts（真骨彫製法）仮面ライダーファイズ アクセルフォーム
- ☆S.H.Figuarts 仮面ライダーギーツ ブーストフォームマークⅢ
- ☆S.H.Figuarts ウルトラマンブレーザー ファードランアーマー
- ☆S.H.MonsterArts ゴジラ (2023) 放射熱線Ver.
- ☆聖闘士聖衣神話EX 冥王ハーデス ORIGINAL COLOR EDITION
- ☆METAL BUILD ダブルオークアンタ フルセイバー
- ☆ROBOT魂<SIDE MS> Gアーマー ver. A.N.I.M.E. ガンダム45周年記念

主な参考出品
- 超合金魂 - グレンダイザー From GRENDIZER U、スペイザーセット From GRENDIZER U、GX-117 マジンガーZ（強化型）革進 -KAKUMEI SHINKA-、新幹線変形ロボ シンカリオン E5 はやぶさ、龍虎王、ビッグボルフォッグ、VOLTES V、TIME TRAIN（仮）、ガンダムドライオンⅢ（ドライ）
- DX超合金 - VF-27SPy スーパールシファーバルキリー（ブレラ・スターン機）リバイバルver.、VF-19改 エクスカリバー 熱気バサラスペシャル
- GUNDAM FIX FIGURATION METAL COMPOSITE（G.F.F.M.C） - ザク・デザートタイプ、ザクハーフキャノン、グフ（リアルタイプカラー）、シャア専用高機動型ザクⅡ
- ROBOT魂
  - <SIDE SUPER> - マジンガーX From GRENDIZER U
- METAL ROBOT魂 - 大型オーラ・キャノン（オーラ・バトラー装備試験型）仮
  - <SIDE MS> - ズゴック SEED FREEDOM ver.、キャバリアーアイフリッド、ソードインパルスガンダム SpecⅡ、ブラストインパルスガンダム SpecⅡ、レジェンドガンダム
  - Ka signature - プロトタイプリック・ディアス、リック・ディアス
    - <SIDE MS> - vガンダム （ロングレンジ・フィン・ファンネル＆ハイパー・メガ・バズーカ・ランチャー装備）、ZZガンダム（ハイパー・ギガ・カノン装備）
- GUNDAM UNIVERSE - （仮）RX-78-2 GUNDAM（RENEWAL）、（仮）GF13-017NJII GOD GUNDAM（RENEWAL）、（仮）ASW-G-08 GUNDAM BARBATOS（RENEWAL）
- METAL BUILD - ガンダムエクシア 2025（仮）、ゴッドガンダム、クロスボーンガンダム X1 ハーフクロス（キンケドゥ搭乗仕様）、ハイパー・メガ・ランチャー オプションセット
  - DRAGON SCALE - 大型オーラ・キャノン（オーラ・バトラー装備試験型）仮
- 元祖SDガンダムワールド - スーパーオーキス
- HI METALR - ブラッドサッカー
- MECHA+I - アクシオス
- TAMASHII Lab - 魔導輪ザルバ GARO 20th Anniversary ver.
- S.H.Figuarts - アリア・イヴリス、ラクス・クライン（パイロットスーツ ver.）、伊藤英明、ハリー・ポッター（ハリー・ポッターと炎のゴブレット）、ヴォルデモート卿（ハリー・ポッターと炎のゴブレット）、オビ＝ワン・ケノービ -Classic ver.-（STARWARS:Revenge of the Sith）、レゴラス（ロード・オブ・ザ・リング）、ハードボイルダー（風都探偵アニメ化記念）、ガヴガブレイド＆ゴチスピーダー、仮面ライダーガヴ キッキングミアシスト、仮面ライダーガヴ パンチングミアシスト、ジェットスライガー、仮面ライダープラチナガッチャード、仮面ライダーバッファ フィーバーゾンビフォーム（ジャマ神）、仮面ライダーナーゴ ファンタジーフォーム、仮面ライダーギーツⅨ、仮面ライダータイクーン フィーバーニンジャフォーム、仮面ライダーギーツ アームドプロペラ、仮面ライダーギーツ アームドシールド、仮面ライダーギーツ アームドアロー、仮面ライダーギーツ アームドドリル、仮面ライダーギーツ アームドウォーター、仮面ライダーギーツ アームドハンマー、アポロガイスト、仮面ライダーデュランダル オーシャンヒストリー、仮面ライダーバイス プテラゲノム、ライドベンダー、仮面ライダーガヴ ザクザクチップスフォーム、ブンバイオレット、ウルトラマンゼロ ワイルドバースト、ウルトラの母、バードン、ウルトラマンギンガビクトリー、ウルトラマングルーブ、スパイダークモノス、ウルトラマンコスモス ルナモード、主人公（メタファー：リファンタジオ）、ガッツ（鷹の団）、キャスカ（鷹の団）、スパイダーマン・ノワール＆スパイダー・ハム（スパイダーマン:アクロス・ザ・スパイダーバース）、ゴマー、煉獄杏寿郎、猗窩座、界王神（ミニ）-DAIMA-、グロリオ、パンジ、サンジ -冒険の夜明け-、ウソップ -冒険の夜明け-
  - 真骨彫製法 - 仮面ライダーガタック ハイパーフォーム、仮面ライダー龍玄 ブドウアームズ、仮面ライダー斬月 メロンアームズ、仮面ライダーバロン マンゴーアームズ、仮面ライダー龍玄 キウイアームズ、仮面ライダー鎧武 オレンジアームズ オプションパーツ、仮面ライダーバロン バナナアームズ オプションパーツ、仮面ライダーZX、仮面ライダースーパー1、仮面ライダー（スカイライダー）、仮面ライダー新1号（栄光の昭和ライダーエディション）、仮面ライダー新2号（栄光の昭和ライダーエディション）、仮面ライダーストロンガー、仮面ライダーアマゾン（栄光の昭和ライダーエディション）、仮面ライダーサイガ、ゴーオンレッド、サンダーグリッドマン
- 聖闘士聖衣神話EX - エータ星ベネトナーシュミーメ、オーディーン星矢、女神アテナ ∼ORIGINAL COLOR EDITION∼、海皇ポセイドン ∼ORIGINAL COLOR EDITION∼
- PROPLICA - 真紅のベヘリット
- S.H.MonsterArts - ハンガリー・ホーンテイル、ゴジラ（2000）
- 名称不明 - SPACE COLONY side7 1st ver.、G-アルケイン（フルドレス）

### TAMASHII NATION 2025
キャッチコピーは『想像を超えた、その先へ』。開催期間は2025年11月14日-16日。
主な開催記念商品
先着販売（CTM先行 オーシャンステージ以上 8月19日-21日）、抽選販売（CTM先行 スカイステージ以上 8月25日-28日）、事前抽選販売（9月3日-7日）、CTM先行 事後販売（11月14日-24日）、事後抽選販売（11月28日-12月1日）。購入上限数は全種1個。配送のため会場での販売・受け渡しはない。事後販売での受注は★、抽選は☆を載せる。
- S.H.Figuarts（真骨彫製法）仮面ライダー鎧武 ジンバーレモンアームズ
- S.H.Figuarts 仮面ライダーXギーツ
- S.H.Figuarts ウルトラマンゼロ ワイルドバースト
- 聖闘士聖衣神話EX 海皇ポセイドン -ORIGINAL COLOR EDITION-
- DX超合金 VF-1S アーマードバルキリー（ロイ・フォッカースペシャル）
- ROBOT魂<SIDE MS> RX-178 ガンダムMk-II（エゥーゴ仕様）ver. A.N.I.M.E. ～Zガンダム40周年～
- METAL BUILD プロヴィデンスガンダム CLIMAX BATTLE Ver.

## 関連イベント

### TAMASHII Feature's - 魂フィーチャーズ
vol.1
開催期間は2010年2月6日～7日・11日。会場は6日～7日がベルサール秋葉原、11日が大阪・梅田スカイビル。「ROBOT魂」と「S.H.Figuarts」に焦点を当て「Touch & Try!」や「商品化希望リアルタイムアンケート」などの体験型ブースが設置された。開催記念商品は★「S.H.Figuarts 仮面ライダークウガ ライジングマイティ」・★「ROBOT魂 <SIDE MS> ガンダムエクシア」・★「ROBOT魂 <SIDE KMF> ランスロットアルビオン・エナジークリアVer.」など。
VOL.2
キャッチコピーは「フィギュア！ふぃぎゅあ！FIGURE！」。ACT1が2011年2月11日～12日にベルサール秋葉原、ACT2が2月20日に大坂・梅田クリスタルホール、ACT3が3月18日～20日に台北・創意文化園區 烏梅酒ホールで開催された。入場は無料。開催記念商品は☆「モンキー・D・ルフィ（イエローベストVer.）」など。
vol.3
開催期間は2012年3月31日～4月1日。会場はベルサール秋葉原。入場無料。
vol.4
ACT1が2012年8月12～13日に香港で、ACT2が2012年9月1日～2日に原宿クエストホールで開催された。入場は無料。
vol.5
2013年3月1日～3日に台湾で開催された。開催記念商品は☆「S.H.Figuarts ZERO ロロノア・ゾロ(新世界編 スペシャルカラーエディション)」・☆「ROBOT魂 <SIDE MS> νガンダム（サイコフレーム発動Ver.）など。
vol.6  S.H.Figuarts 仮面ライダー
2013年7月13日～14日にベルサール秋葉原で開催された。開催記念商品は☆「S.H.Figuarts 仮面ライダーファイズ GLOWING STAGE SET」など。
vol.7 ROBOT魂
2013年8月31日～9月1日に香港・九龍塘で開催された。
vol.8
2014年8/23～24日に台湾で開催された。キャッチコピーは「一機入魂」。
2016
2016年5月21日～22日にベルサール秋葉原で開催された。
TAMASHII Feature’s 2019 in TAIWAN
2019年5月31日～6月2日に台湾で開催された。
TAMASHII Feature’s 2020
2020年7月4～5日にオンラインで開催された。来場者特典はバーチャル背景。
- VR会場
- スペシャルコンテンツ
  - デジタルスタンプラリー
  - いいねフェス
  - TAMASHII Feature’s 2020 写真部
- ライブコマース - 4日 MC：ミキ、宇垣美里（15:00は岩井勇気、桜 稲垣早希、17:00は綾見有紀）、5日 MC：吉村崇、宇垣美里（10:30は篠宮暁）
  - 4日 - イベント会場レポート1 鬼滅の刃ブース編（10:30～、ゲスト：サンダー カード&ホビーチャンネル）、シネトイ魂！編集部による「S.H.Figuarts /マーベルシリーズ」魂プレゼン大会（11:00～、ゲスト：石井誠、きょんくま（動画クリエイター）、杉山すぴ豊、ホットケノービ）、イベント会場レポート2 S.H.MonsterArtsブース編（13:00～、ヲタファ）、イベント会場レポート3 聖闘士星矢ブース編（14:00～、ヲタファ）、新ブランド DYNACTION エヴァンゲリオン初号機 スペシャルトークショー（15:00～）、イベント会場レポート4 エヴァンゲリオンシリーズ＆魔神英雄伝ワタルブース編（16:00、ヲタファ）、『魔神英雄伝ワタル 七魂の龍神丸』『七魂』もおもしろカッコいいぜ＠TAMASHII Features ＆1～4話一挙配信（17:00～、伊倉一恵、田中真弓）
  - 5日 - S.H.Figuarts 仮面ライダーシリーズpresents武田航平＆水上剣星と観るTAMASHII Features 2020（10:30～、ゲスト：武田航平、水上剣星）、イベント会場レポート5 ドラゴンボールシリーズブース編（12:00～、サンダー カード&ホビーチャンネル）、イベント会場レポート6 開催記念商品紹介展示編（13:00、サンダー カード&ホビーチャンネル）、イベント会場レポート7 ガンダムシリーズブース編（14:00～、ヲタファ）、レッツ！ボルト・イン！DX 超合金魂 ボルテスＶ 出撃トークショー（15:00～、寺田貴信（スーパーロボット大戦シリーズプロデューサー）・Sゲスト：堀江美都子）、スピリッツ オブ 超合金！スペシャル（15:30～、五十嵐浩司（アニメーション研究家）、大張正己（アニメーター）、寺田貴信（スーパーロボット大戦シリーズプロデューサー）、天神英貴（イラストレーター）、畠中雄一（ビックウエスト））、アニキ降臨！超合金魂アルカディア号発進！スペシャルトークステージ（16:10～、五十嵐浩司、Sゲスト：水木一郎）、TAMASHII Features 2020 グランドフィナーレ（17:00～、サンダー カード&ホビーチャンネル、ヲタファ）
- 主な参考出品（CLUB TAMASHII MEMBERS限定公開）
  - Figuarts ZERO - 竈門炭治郎 -ヒノカミ神楽-
  - Figuarts mini - 胡蝶しのぶ、煉󠄁獄杏寿郎、甘露寺蜜璃、伊黒小芭内、宇髄天元、不死川実弥、悲鳴嶼行冥、時透無一郎
  - METAL BUILD - エヴァンゲリオン2号機[EVA2020]
  - S.H.Figuarts - サノス-《FINAL BATTLE》 EDITION-（アベンジャーズ／エンドゲーム）、ソー -《FINAL BATTLE》 EDITION-（アベンジャーズ／エンドゲーム）、ドクター・ストレンジ-《BATTLE ON TITAN》 EDITION-（アベンジャーズ／インフィニティ・ウォー）、仮面ライダークローズエボル
  - 聖闘士聖衣神話EX - 冥王ハーデス
- 開催記念商品
  - S.H.Figuarts アイアンマン マーク3 -《Birth of Iron Man》 EDITION-
  - S.H.Figuarts 孫悟空-少年期-“大冒険の始まり”

TAMASHII Features 2021 S.H.Figuarts division
2021年5月28日～30日にベルサール秋葉原で開催。
- 開催記念商品
  - S.H.Figuarts 仮面ライダージオウ 50th Anniversary Ver.
  - S.H.Figuarts（真骨彫製法）仮面ライダーW サイクロンジョーカー

### TAMASHII FESTIVAL
2010 ～夏の新商品祭り～
2010年8月7日～8日に秋葉原UDX2F AKIBA_SQUAREで開催された。キャッチコピーは「夏祭り」。開催記念商品は★「S.H.Figuarts 仮面ライダージョーカー」・☆「「ROBOT魂 <SIDE EVA> エヴァンゲリオン初号機（ナイトコンバットVer.）」など。
2011 ～超合金の夏・ロボットの夏～
2011年7月16日～17日にベルサール秋葉原で開催された。開催記念商品は★「S.H.Figuarts 仮面ライダーオーズ タマシーコンボ」・☆「トニートニー・チョッパー(嬉しくねェよコノヤローVer.)」・☆「ROBOT魂 <SIDE MS> G-3ガンダム（メタリックコート仕様）」など。

### TAMASHII NATIONS WORLD TOUR
2016年12月1日～4日にサンパウロ、2017年2月10日～12日に香港、4月29日～30日にニューヨーク、5月27日～28日に日本の大阪、6月10日～11日にメキシコシティ、7月6日～10日に上海、8月4日～7日に台北、9月15日～17日にパリ、11月1日～5日にバルセロナとルッカで開催された。
主な開催記念商品
イベント後、インターネットで受注（★）・抽選（☆）販売される。
- ☆S.H.Figuarts 孫悟空 界王拳Ver.
- ☆ROBOT魂 <SIDE MS> MS-06 量産型ザク ver. A.N.I.M.E. ～リアルタイプカラー～
- ☆スーパーロボット超合金 真マジンガーZ ゴールド Ver.
- ★聖闘士聖衣神話 女神アテナ ～ORIGINAL COLOR EDITION～
- ☆聖闘士聖衣神話APPENDIX 黄金聖衣オブジェ WORLD TOUR Ver.（全12種）
- ☆S.H.Figuarts ボディくん / ボディちゃん WORLD TOUR Ver.

### ULTRA HEROES TAMASHII
2019年3月1日～31日に上海で開催された。スペシャルステージには2日に朝倉リク（ウルトラマンジード）役の濱田龍臣、16日に伊賀栗レイト（ウルトラマンゼロ）役の小澤雄太、30日にジャグラス ジャグラー役の青柳尊哉が登壇した。
主な開催記念商品
- S.H.Figuarts ウルトマンジードプリミティブ ULTRA HEROES TAMASHII Limited Ver.
- S.H.Figuarts ジャグラスジャグラー ULTRA HEROES TAMASHII Limited Ver.

### TAMASHII Cyber Fes
2020年2月21日～23日に開催されたフィギュアエンターテインメント バーチャルイベント。
配信
- 21日
  - 19:00～ METAL BUILD新商品発表番組 - MC：土田晃之、ゲスト：中村悠一・水島精二、アシスタント：和井みずき
  - 20:00～ マニア VS BANDAI SPIRITS社員! 魂のフィギュア愛対決 - MC：土田晃之、ゲスト：竹若元博（バッファロー吾郎）、有野晋哉（よゐこ）、静メカ（ホビーライター）、石井誠（ホビーライター）、BANDAI SPIRITS社員の精鋭、アシスタント：笹木香利
  - 22:00～ ヱヴァンゲリヲン新劇場版:序 - ノーカット。期間限定無料配信
- 22日
  - 19:00～ おっさんずロボ -おっさんによる、おっさんのためのロボトーク番組 - MC：瀧上伸一郎（流れ星）、ゲスト：置鮎龍太郎、寺田貴信、五十嵐浩司、工藤健志
  - 21:00～ TAMASHII Cyber Fes フィギュア大喜利 - MC：川島明（麒麟）、ゲスト：若井おさむ、ダイアン、嶋佐和也（ニューヨーク）、空気階段
- 23日
  - 10:00～ S.H.Figuarts presents 仮面ライダーゼロワンスペシャル番組 - MC：篠宮暁（オジンオズボーン）、ゲスト：高橋文哉、中川大輔
  - 18:00～ CLUB TAMASHII MEMBERS上位ランク会員の フィギュアライフ訪問 - 出演者：吉村崇（平成ノブシコブシ）、岸明日香
  - 19:00～ TAMASHII Cyber Fes 2020『魔神英雄伝ワタル 七魂の龍神丸』 キャスト＆新情報発表！『七魂』もハッキシいって、おもしろカッコいいぜ！！ - MC：綾見有紀、ゲスト：田中真弓、伊倉一恵
  - 22:00～ TAMASHII Cyber Fes 2020総集編:販売中の商品お見せします!  - 出演者：土田晃之、福田愛依、石井誠、ヲタファ、岡崎聖、タマフィ、アシスタント：笹木香利

スペシャルコンテンツ
- 仮面ライダーゼロワンシリーズS.H.Figuarts スタッフブログ総集編
- Tony Stark's Suits Library
- 心揺さぶる激闘が蘇る！フィギュアーツZERO [EXTRA BATTLE]頂上決戦シリーズ発売記念特集！
- Figuarts mini 鬼滅の刃シリーズ『きめさんぽ』
- エヴァンゲリオン ネクスエッジ フォトラマアーカイブ
- 機動戦士ガンダムシリーズ Ka Archive
- 重戦機エルガイム 橘田幸雄氏 ART HISTORY ギャラリー
- 「超合金 アイアンリーガー」発売記念 アイアンリーガーたちが「超合金」でよみがえる！撮りおろしカット＆キャラクター解説

### TAMASHII NATIONS WORLD TOUR -TAMASHII NATIONS 15TH ANNIVERSARY-
2023年4月、TAMASHII NATIONSの誕生から15周年を記念し開催されたイベント。4月28日-30日にニューヨークで、5月26日-7月18日に東京、6月16日-18日にメキシコシティ、7月28日-31日に上海、9月15日-17日にパリで行われた。
主な開催記念商品
- 聖闘士聖衣神話EX ペガサス星矢（最終青銅聖衣）～GOLDEN LIMITED EDITION～
- HI-METAL R VF-0S フェニックス（ジーニアスブルーVer.）
- ROBOT魂 <SIDE MS> GAT-X105 ストライクガンダム ディアクティブモード ver. A.N.I.M.E.
- S.H.Figuarts スーパーサイヤ人孫悟空 -Exclusive Edition-
- S.H.Figuarts スパイダーグウェン（スパイダーマン:アクロス・ザ・スパイダーバース）-EXCLUSIVE EDITION-
- S.H.Figuarts スパイダーマン（マイルス・モラレス）（スパイダーマン:アクロス・ザ・スパイダーバース）-EXCLUSIVE EDITION-

### TAMASHII NATIONS LIVE ACTION FIGURE EXPO
開催期間は2025年9月12日-11月3日。開催場所はTAMASHII NATIONS STORE TOKYO。
主な開催記念商品
事前先着販売（CTMオーシャンステージ以上 7月31日-8月2日）、事前抽選販売（全会員 8月4日-6日）、事後先着販売（CTMオーシャンステージ以上 9月17日-10月3日）、事後抽選販売（全会員 9月17日-11月4日）。購入上限数は全種1個。配送のため会場での販売・受け渡しはない。事後販売での受注は★、抽選は☆を載せる。
- S.H.Figuarts（真骨彫製法） 仮面ライダー1号（桜島Ver.）栄光の昭和ライダーエディション
- S.H.Figuarts ウルティメイトシャイニングウルトラマンゼロ（ウルトラマン ニュージェネレーション スターズVer.）

## 問題点
インターネット事前先着購入でのトラブル
2017年10月11日、『TAMASHII NATION 2017』開催記念商品の先着購入（1回目）がプレミアムバンダイで行われたが、8種類の商品全ての発売開始時間が重なっていたため同サイトにアクセスが殺到、19時の開始直後からサーバーが落ち終始繋がりにくくなる事態となった。運営側はカート保持の期限を通常の60分から120分、240分と延長する対応を取ったが状況は変わらず、21時頃に「S.H.Figuarts」の2種が新規購入受付停止となり、22時30分頃には8点全ての新規購入受付が停止となった。また、注文途中にエラーが発生した事が原因でクレジットカード決済を選択した客の中には、エラー分の与信枠が確保される被害も発生した。その後、事前購入1回目の再開日時及び18日を予定した事前購入2回目が繰り下げられた事が告知された。
2021年の『TAMASHII NATION 2021』にて、開催記念商品の事前販売が8月24日12時・18時（事前販売1回目、グループA4種）、8月26日12時・18時（事前販売2回目、グループB4種）、9月2日18時（事前販売3回目、グループAB全種）に予定されていたが、事前販売1回目の発売開始時間を過ぎた直後から繋がりにくくなった。ほとんどの商品が1分以内に売り切れ表示となり、中にはほんの数秒で売り切れたものもあったためユーザーの抗議・問い合わせが運営や公式SNSに殺到、運営は翌25日に「事前販売2回目・3回目の先着販売を中止し、8月30日18時より抽選販売を実施する」と発表した。